# Pandemie covidu-19 v Česku
Pandemie covidu-19 v Česku byla  epidemie virové nemoci covid-19 způsobené koronavirem SARS-CoV-2 na území České republiky, součást celosvětové pandemie covidu-19. Ta vznikla v prosinci 2019 na území Číny ve městě Wu-chan. Nemoc se následně začala rychle šířit i mimo pevninskou Čínu. Na českém území byly první tři případy onemocnění potvrzeny v neděli 1. března 2020 ve 4 hodiny odpoledne. Ke dni 17. prosince 2023 bylo celkem v České republice testováno 22,19 milionů osob, nakaženo bylo 4,73 milionů osob, aktivně nemocných bylo 19,95 tisíc, hospitalizovaných bylo 770, zotavilo se 4,67 milionů, zemřelo 43,22 tisíc. Ke stejnému dni bylo plně naočkováno 6,48 milionů a částečně naočkováno 495,99 tisíc osob.

## Průběh

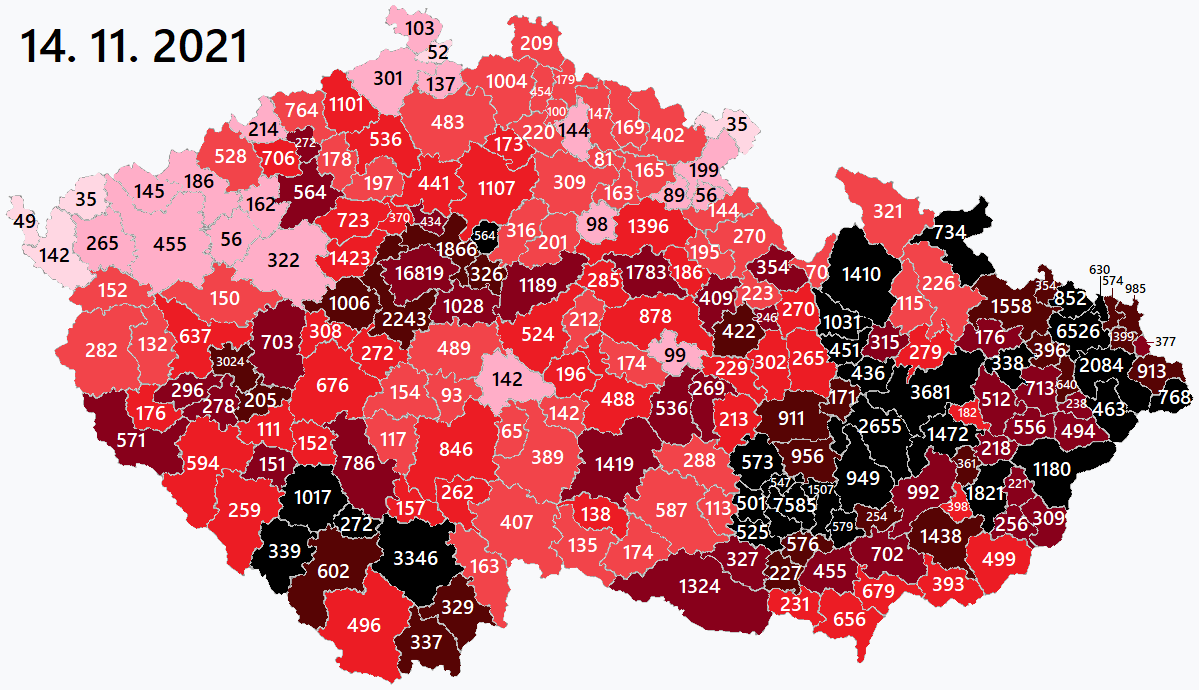
Mapa aktivních případů koronaviru podle obcí s rozšířenou působností (barvy podle počtu nakažených na 100 tisíc obyvatel, čísla zobrazují kumulativní počet aktuálně nakažených):
1800+ aktivních případů
1500–1799 aktivních případů
1200–1499 aktivních případů
900–1199 aktivních případů
600–899 aktivních případů
300–599 aktivních případů
220–299 aktivních případů

Jako prvotní hlavní zdroj infekce byla uváděna severní Itálie, kam mnozí Češi jezdili lyžovat. Rychlý nástup epidemie byl poznamenán kritickým nedostatkem ochranných pomůcek (roušky, respirátory, rukavice ad.), kterých bylo ve skladech málo. Vznikla tak řada iniciativ a lidé si začali šít ochranné pomůcky, zejména látkové roušky, sami. První opatření proti epidemii stát přijal 3. března a 10. března bylo na tiskové konferenci po jednání vlády oznámeno, že od následujícího dne (11. března) budou uzavřeny školy. Dne 12. března byl vyhlášen nouzový stav s řadou omezení pro občany a podniky (např. zákaz vstupu občanům z rizikových zemí nebo zavírání restauračních podniků v 20.00, kluby a posilovny zavřely úplně), od 14. března pak byla všechna restaurační zařízení a ostatní provozovny mimo těch nejdůležitějších. Od 16. března byly až na výjimky uzavřeny státní hranice.
Dne 16. března 2020 se uzdravili první tři pacienti a k 5. dubnu mělo opakovaně negativní test už 96 původně nakažených. Dne 22. března 2020 ve večerních hodinách české úřady oznámily první úmrtí pacienta s nemocí covid-19 v Česku, a sice 95letého muže hospitalizovaného v pražské Nemocnici Na Bulovce. Muž byl dlouhodobě nemocný, léčil se s chronickými srdečními problémy a měl kardiostimulátor. Podle doktora zemřel na celkové vyčerpání orgánových rezerv. U muže byl covid-19 potvrzen 18. března. Dne 29. března bylo oznámeno první úmrtí z řad zdravotnického personálu; byla to 48letá zdravotní sestra z Thomayerovy nemocnice v Praze, která se nakazila od jednoho z prvních pacientů s nemocí covid-19.
První vlna pandemie vyvrcholila v Česku kolem 12. dubna 2020, kdy bylo evidováno celkem 4 800 osob nakažených nemocí covid-19, z toho bylo 436 hospitalizováno, včetně zhruba stovky pacientů, kteří byli ve vážném stavu. Poté začal počet uzdravených převažovat nad počtem nově nakažených a klesal také počet hospitalizovaných. Počet lidí v Česku s pozitivním testem na covid-19 se v průběhu května a června 2020 ustálil na 2 000–2 500 osobách.
Počet nakažených a nemocných začal opětovně narůstat během léta 2020, značným ohniskem nákazy (na počet obyvatel) bylo hlavní město Praha hojně navštěvované zahraničními turisty. V posledních týdnech července a prvním týdnu srpna se výskyt nákazy rozšířil do takřka celé republiky. Nejrychleji přibývalo nakažených nadále v Praze a také ve Frýdku-Místku, v Brně a Karviné. Na rozdíl od jarní kulminace však nedošlo k obdobnému přibývání hospitalizovaných, podíl na tom mělo šíření onemocnění spíše mezi mladší populací. V reakci na opětovné šíření infekce došlo k označování zasažených regionů tzv. semaforem. Ke konci srpna bylo napočítáno 106 ohnisek infekce.
V prvním týdnu měsíce září 2020 se Česko zařadilo mezi nejhůře zasažené země Evropy co do počtu nově nakažených na milion obyvatel. Dne 8. září 2020 počet nově zjištěných případů poprvé přesáhl 1 000 osob. Denní nárůst větší než 2 000 osob byl zaznamenán poprvé 16. září. Sněmovní opozice obviňovala vládu z nedostatečné přípravy na druhou vlnu nákazy. Premiér Andrej Babiš však dlouhodobě kritiku odmítal a žádal, „aby se lidé přestali koronavirem strašit“. Denní nárůst počtu nakažených osob větší než 3 000 byl zaznamenán poprvé 17. září 2020. Denní nárůst větší než 5 000 osob byl zaznamenán poprvé 7. října 2020 a více než 10 000 osob přibylo poprvé dne 16. října 2020 (celkem 11 105 osob). Dne 23. října byl denní nárůst poprvé nad počtem 15 000.
Od 14. října 2020 došlo k uzavření všech škol s výjimkou mateřských, všech restaurací, zákazu pití alkoholu na veřejnosti či omezení shromáždění venku i uvnitř pro více než 6 osob. Nejpřísnější opatření měla trvat do 3. listopadu. Od 28. října platil zákaz nočního vycházení mezi devátou hodinou večerní a pátou hodinou ranní. K 1. listopadu 2020 bylo v Česku podle dostupných statistik nejvíce úmrtí za uplynulý týden na celém světě v přepočtu na počet obyvatel. Na konci prosince začalo očkování proti covidu-19.
Dne 30. prosince překročil denní nárůst nakažených osob poprvé 17 000. Na začátku ledna 2021 v České republice přibývalo nejvíce nově nakažených na počet obyvatel na světě, což bylo také výsledkem intenzivního testování obyvatelstva.
Podle analýzy protilátek v rozsáhlé populační studii provedené vědci z výzkumného centra RECETOX z Přírodovědecké fakulty Masarykovy univerzity v Brně se do března 2021 nakazilo virem SARS-CoV-2 51 procent populace.
V listopadu 2021 začalo opět přibývat nakažených covidem-19. Dne 20. listopadu byl odhalen rekordní počet nakažených, poprvé přibylo přes 20 tisíc nakažených, v dalších dnech stále přibýval počet nakažených a za den 25. listopadu bylo odhaleno přes 27 tisíc nakažených. Stejného dne vláda vyhlásila na 30 dní nouzový stav.

## Testování

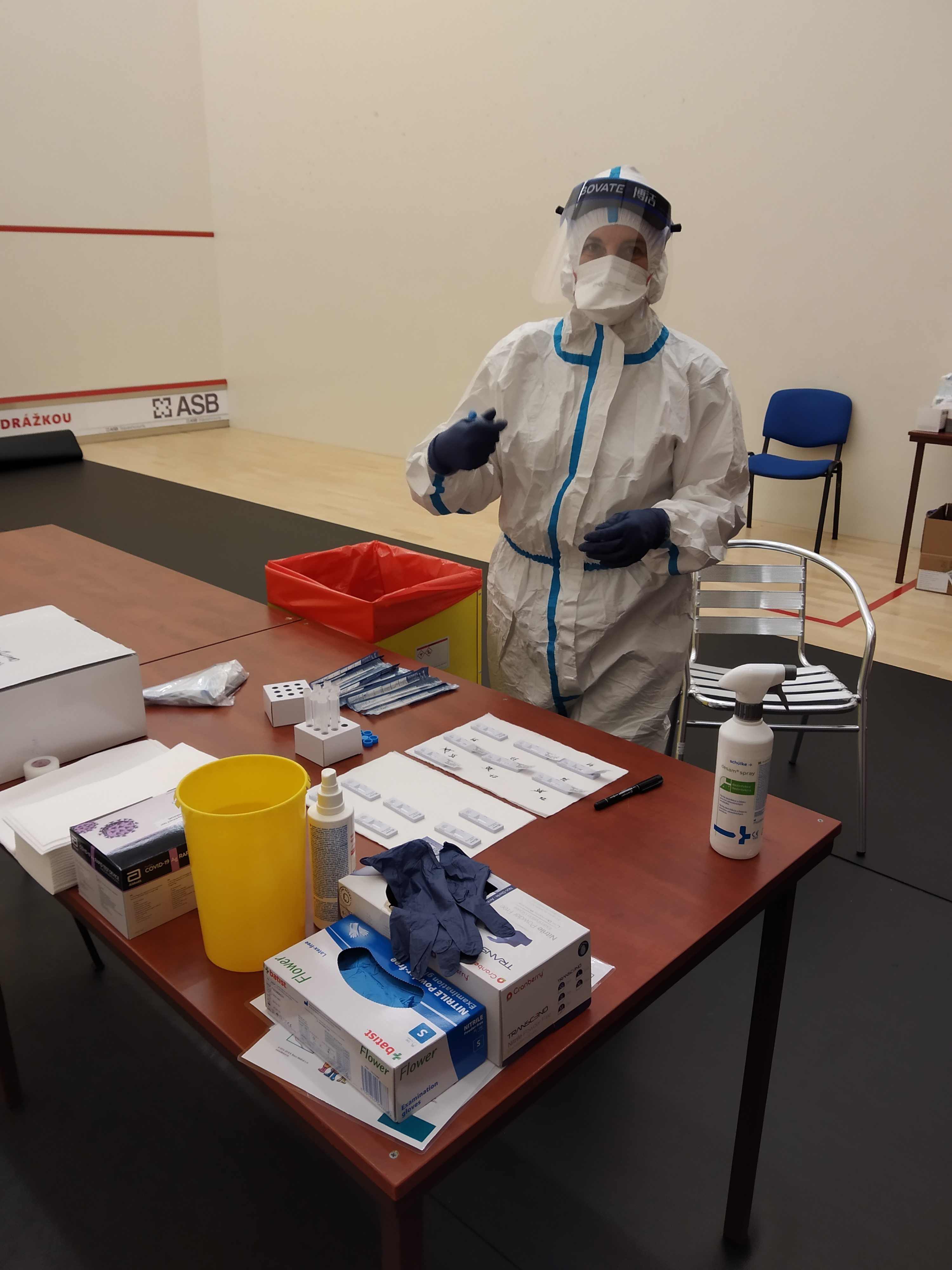
Testovací stanoviště v Kadani, prosinec 2020

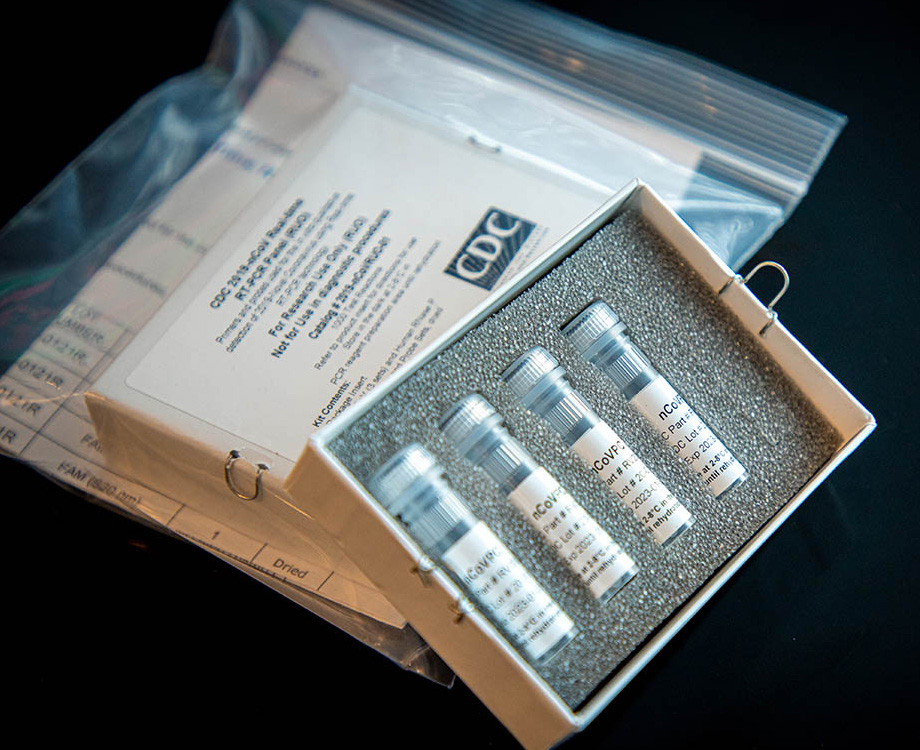
Testovací sada v USA

Do 2. března 2020 byla oprávněná testovat vzorky pouze Národní referenční laboratoř Státního zdravotního ústavu v Praze. Dne 2. března 2020 Ministerstvo zdravotnictví navýšilo laboratorní kapacity o další čtyři místa, a to Zdravotní ústav se sídlem v Ostravě, Nemocnici České Budějovice, Fakultní nemocnici Hradec Králové a Fakultní nemocnici v Motole. Potvrzení všech nejasných a pozitivních výsledků však měla i nadále provádět Národní referenční laboratoř, a ta měla v případě pozitivních výsledků organizovat křížové potvrzení v laboratoři Institutu Roberta Kocha v německém hlavním městě Berlíně.
Ve dnech 4. a 6. března 2020 odhalila vedoucí soukromé laboratoře Tilia Laboratories v Pcherách Soňa Peková dva případy nákazy virem SARS-CoV-2 (6. a 13. případ), k tomu později uváděla, že vyvinula nový typ testu na detekci tohoto viru. Náměstek ministra zdravotnictví Roman Prymula poté 6. března uvedl: „Takové soukromé laboratoře, které v Česku testují pacienty na koronavirus, skutečně existují. Kolik jich je, ale bohužel netušíme. Stejně tak nemáme ani nástroje k tomu, abychom jejich činnost jakkoliv regulovali. (…) Přesto se nám to nelíbí. Přece jen potřebujeme mít o nemocných přehled. Je to důležité kvůli epidemiologické situaci.“ Zakázat soukromé laboratoři, aby si nakoupila nějaké testy, podle něj totiž nikdo nemůže a stejně tak ministerstvo nepřinutí obyvatelstvo, aby se do takovýchto zařízení chodilo testovat.
Poté ministerstvo stanovilo pro testování podmínky, které tato laboratoř nesplňovala a nemohla v krátké době splnit (certifikaci systému ISO 15189), a fakticky jí tak testování zakázalo. O lékařce Soně Pekové přitom ministr zdravotnictví Adam Vojtěch na tiskové konferenci v pátek 6. března 2020 uvedl, že musela do karantény Na Bulovku, protože prý vzorek odebírala „velmi nestandardním způsobem“, a tato tvrzení potvrdila a aktivně doplnila i přítomná hlavní hygienička Eva Gottvaldová. Později se ukázalo, že obě tyto informace byly nepravdivé, tato laboratoř vzorky vůbec sama neodebírala a lékařka v karanténě nebyla ani nebyla sama na nákazu testována. K tomu se také na Twitteru vyjádřil poslanec Miroslav Kalousek: „Ministr zdravotnictví, který v krizové situaci prokazatelně lže, znedůvěryhodňuje všechny informace a opatření, o kterých vláda veřejnost informuje.“ Markéta Pekarová Adamová, předsedkyně TOP 09, vyjádření spojila se snahou poškodit soukromé laboratoře, a Petr Fiala, předseda ODS, na sociální síti napsal, že ministr Vojtěch by si měl naordinovat mediální karanténu, není to jeho první selhání a ministrem by neměl být člověk, který potřebuje neustále exhibovat v médiích. Předseda KDU-ČSL Marian Jurečka uvedl, že „ministr Vojtěch by si potřeboval odpočinout, aby nemusel z únavy zbytečně žvanit nesmysly“, a místopředseda strany Jan Bartošek zparodoval hnutí ANO slovy: „Zapamatujete si, všeci. ANO nikdy nelže.“ Ministr Vojtěch během odpoledního setkání s novináři upřesnil, že informaci mu měla poskytnout „doktorka Macková“ ze Státního zdravotního ústavu. V ústavu figuruje MUDr. Barbora Macková, vedoucí Centra epidemiologie a biologie.
Jiné laboratoře nesměly oprávnění testy na koronavirus SARS-CoV-2 v rámci státního systému provádět. Další laboratoře, které se chtěly do testování také zapojit, byly vyzvány, aby kontaktovaly Státní zdravotní ústav. Dne 5. či 6. března se počet oprávněných laboratoří zvýšil z 5 na 8, tj. přibyla Nemocnice Na Bulovce, Fakultní nemocnice Brno a také laboratoř Agel z Ostravy jako první soukromá laboratoř připuštěná do systému. Ministerstvo podmínky provádění testů uvolnilo, aby umožnilo testování i výzkumným pracovištím Akademie věd a veterinárních ústavů, a na základě takto upravených podmínek získala 18. března v krátké době certifikaci k testování mimo jiné i laboratoř Tilia. K 28. červenci 2020 bylo v Česku 108 laboratoří akreditovaných k určení nákazy nemocí covid-19.
K začátku pandemie byli v Česku na přítomnost viru SARS-CoV-2 testováni zejména ti, kteří vykazovali známky onemocnění. Kvůli nedostatku zdravotního personálu a testovacích sad však ne všichni, a řada lidí byla zpočátku odmítána. V té době bylo možné i testování na vlastní náklady.
Dodatečné testování na přítomnost protilátek proti SARS-CoV-2 prokázalo, že s vysokou pravděpodobností jako první prodělali nemoc dva lidé z Českého Krumlova už na přelomu prosince a ledna (majitel penzionu, který obsluhoval čínské turisty) a v lednu (zaměstnankyně nemocnice z Krumlova).
Během léta 2020 se objevily v médiích detailní výpovědi osob, které si stěžovaly na neochotný či neúčinný postup lékařů a hygienických stanic. Oba případy byly z hlediska postupu zodpovědných orgánů a osob hodnoceny ministerstvem jako špatně zvládnuté. Na tiskové konferenci dne 5. září 2020 pak šéfka pražské hygienické stanice, Zdeňka Jágrová, přiznala, že hygienici nestíhali trasovat kontakty nakažených, a to z důvodů jak počtu kontaktů na osobu, tak personálních kapacit hygienické stanice.

### První pozitivně testované případy
První tři případy covidu-19 na území ČR byly testováním potvrzeny v neděli 1. března 2020 a v následujících dnech byla nově zjištěným případům věnována značná mediální pozornost. V úterý 10. března bylo oznámeno celkem 25 nových případů. Šlo o do té doby největší nárůst počtu případů za jediný den a ke většině případů již nebyly zveřejňovány podrobné informace. Ani ve dnech následujících, kdy už se počet nově zjištěných případů zpravidla pohyboval v řádu stovek denně.
V prvních dnech přivezla většina pozitivně testovaných lidí nákazu do Česka z Itálie nebo se nakazila přímo od lidí, kteří se nakazili v Itálii. Počet států, ze kterých do ČR dorazili nakažení lidé, překročil již na počátku dubna 2020 padesátku. Avšak více než 20 nakažených přijelo k 10. dubnu 2020 z těchto osmi zemí: Itálie, Francie, Německo, Rakousko, Španělsko, Švýcarsko, USA, Velká Británie.

## Sekvenování
Ve třetí fázi pandemie, kterou rozpoutalo masivní šíření nakažlivé mutace koronaviru označované jako britská varianta B 1.1.7., se informace o prevalenci jednotlivých mutant stala zcela klíčovou pro další zvládání krize. V Česku vláda toto testování od počátku podcenila a proto se začátkem března spojilo několik vědeckých pracovišť a vytvořilo vlastní pracovní skupinu COVd - Česká republika, která se bude sekvenování vzorků viru systematicky věnovat. Hlavními členy skupiny byli Státní zdravotní ústav, LF Hradec Králové, Ústav molekulární genetiky Akademie věd České republiky, FN Olomouc, FN Brno, FN Motol, Tilia Laboratories, ad.
Tato pracoviště vzájemně sdílela data a zveřejnovala údaje o zachycených mutacích SARS-CoV-2 v Česku. Ze zjištění vyplynulo, že zatímco na jaře 2020 v Česku převládal původní kmen označovaný jako B 1., pak ve druhé fázi pandemie v říjnu 2020 zcela převládala tzv. česká varianta označovaná jako B 1.258. Ve třetí fázi pandemie mezi zachycenými vzorky dominovala britská varianta B 1.1.7.
Česko využívalo sekvenačního Evropského centra pro prevenci a kontrolu nemocí, kam se posílá 200 až 300 vzorků týdně. Do programu byly zařazeny pouze země, které samy sekvenují nedostatečně a zároveň patřily k těm, kde se pandemie vyvíjí nepříznivě.

#### Chybějící národní strategie sekvenování
Sekvenování zachycených variant viru je zcela klíčové pro jejich mapování v populaci, jak se ukázalo v případě britské mutace. Ta nebyla včas zachycena a způsobila další vlnu epidemie, přetížení nemocnic a zbytečná úmrtí. Česká republika přesto ani v květnu 2021 neměla vytvořenu vlastní národní strategii sekvenování a nevyčlenila na ni finanční prostředky. Státní zdravotní ústav je schopen sekvenovat kolem 500 vzorků týdně, přestože Mezioborová skupina pro epidemické situace (MeSes) doporučuje nejméně dvojnásobek. SZÚ své výsledky publikoval naposled 5. března 2021 a jde o pouhých 967 sekvencí. Vědecké ústavy financují sekvenování z vlastního rozpočtu na výzkum a vědci se jím zabývají pouze ve volném čase, o víkendech a zdarma.

## Očkování

### Příprava očkování
MZ ČR a SZÚ vydaly v září 2020 první očkovací strategii k veřejné diskusi, další verzi pak těsně před koncem roku. Na mimořádném jednání 13. ledna 2021 Vláda ČR vzala na vědomí Metodický pokyn k očkování (takzvaný plán provedení) a odsouhlasila k němu i vydání dvou mimořádných opatření Ministerstva zdravotnictví. Prováděcí plán očkování byl postupně doplněn z pěti až na 34 příloh.
1a. fáze (leden – únor 2021)
Očkování začalo od nejrizikovějších skupin: senioři 80 a starší, klienti pobytových sociálních služeb a personál o ně pečující, pacienti LDN, zdravotničtí pracovníci, pracovníci pečující o osoby nakažené covidem-19. V prvním čtvrtletí 2021 měla být očkovací látka, vakcína proti covidu-19, dostupná asi pro 1 milion lidí. Celkově měla tehdy republika očkovací látku objednánu pro 6,9 milionu lidí (vakcínu Pfizer–BioNTech, vakcínu Moderna, vakcínu Oxford–AstraZeneca, vakcínu Johnson & Johnson a vakcínu CureVac), přičemž zájem má asi 40 % populace a 20 % je nerozhodnutých. Očkovat by se měli nechat i lidé, kteří už koronavirus prodělali.
1b. fáze (únor – červen 2021)
Ve druhé fázi se měla vakcína dostat k seniorům 65+, pracovníkům v sociálních službách, ke krizovým složkám státu, jako je armáda, vláda nebo učitelé, a k zaměstnancům nejrůznějších státních inspekcí. V této fázi měla být pro širokou veřejnost zřizována velkokapacitní očkovací místa dle potřeby krajů.
2. fáze (od května 2021)
V poslední fázi je očkování přístupné veřejnosti, přičemž ve všech fázích je dobrovolné.
Cílem strategie je proočkování minimálně 70 % osob. V únoru 2021 bylo zjištěno, že vakcína Oxford–AstraZeneca neochrání lidi před covidovou infekcí způsobenou jihoafrickou variantou viru. Zpravodajský server iDnes k tomu píše, že „kolektivní imunita pomocí očkování je nepravděpodobná právě kvůli vzniku mutací“. Podle Ravi Gupty, profesora na univerzitě v Cambridge, budou vakcíny spíše předcházet závažným onemocněním a úmrtím, než že umožní kolektivní imunitu. „Pravděpodobně musíme přejít na ochranu zranitelných lidí vakcínami, které máme. Sice nezastaví infekci, ale pravděpodobně zastaví umírání,“ řekl prof. Gupta.
Dle premiéra Babiše si od 1. února měli mít možnost vakcínu rezervovat všichni obyvatelé ČR. Systém prý bude přidělovat termín dle vybraných kritérií, mezi vakcínami jednotlivých výrobců si nejspíše lidé nebudou moci vybrat. Centrální rezervační systém k očkování se skládá z registrace osoby a rezervace místa a termínu. Systém byl od 15. ledna 2021 spuštěn pro seniory ve věku od 80 let, od 26. ledna pro zdravotníky, od 27. února pro učitele, od 1. března pro seniory ve věku od 70 let, od 24. března pro chronicky nemocné nebo s rizikem vážného průběhu nemoci, od 7. dubna pro pracovníky v sociálních službách, od 14. dubna pro seniory ve věku od 65 let, od 23. dubna pro seniory ve věku od 60 let, od 28. dubna pro lidi ve věku od 55 let, od 5. května pro lidi ve věku od 50 let, od 11. května pro lidi ve věku od 45 let, od 17. května pro lidi ve věku od 40 let, od 24. května pro lidi ve věku od 35 let, od 26. května pro lidi ve věku od 30 let, od 4. června pro lidi ve věku od 16 let a od 1. července pro děti ve věku od 12 let. Ministerstvo zdravotnictví tím neeticky rozhodlo o preferenčním přístupu mladých (zaměstnanci škol, policie aj.) k očkování. Vlivem špatného rozdělování vakcín mezi očkovací centra docházelo k tzv. očkovací turistice.
Rezervační systém provozuje ostravská firma Reservatic s.r.o. Ústav zdravotnických informací a statistiky vytvořil web, kde si občan může ověřit záznam o provedeném očkování (vakcinaci) a stáhnout si certifikát, např. EUDCC. Občan si zde také může změnit své kontaktní údaje.
Vakcína by měla očkovanou osobu plně chránit po 7–15 dnech od druhé dávky (podle typu vakcíny). Doba ochrany poskytovaná vakcínami zatím není známa.

### Dodávky vakcíny a postup očkování
Dne 26. prosince 2020 do Česka dorazila z belgického Puursu první dodávka s 9 750 dávkami vakcíny Pfizer–BioNTech proti covidu-19. Očkování proti covidu-19 v Česku začalo dne 27. prosince 2020. Mezi prvními, kteří vakcínu obdrželi, byli premiér Andrej Babiš, ministr zdravotnictví Jan Blatný a válečná veteránka Emilie Řepíková. Dne 20. ledna 2021 se nechal očkovat prezident Miloš Zeman.
Dne 12. ledna do Brna dorazila vakcína Moderna proti covidu-19. Dne 5. února dorazilo do Říčan 19 200 dávek vakcíny Oxford–AstraZeneca proti covidu-19. Na začátku druhé poloviny dubna do Česka dorazila vakcína Johnson & Johnson proti covidu-19.
Proočkovanost
Evropské porovnání dodávek a aplikace vakcín proti covidu-19 zveřejňuje Evropské středisko pro prevenci a kontrolu nemocí (ECDC). K 7. březnu 2021 bylo do ČR dodáno 1 061 000 vakcín a první dávku obdrželo 6,6 % dospělých obyvatel.
Údaje o vakcinaci populace zveřejňuje Ministerstvo zdravotnictví, a to jak celostátní statistiku, tak i podle typu očkovací látky a krajů. K 1. březnu 2021 bylo v ČR 243 000 osob s ukončeným očkováním proti covidu-19, k 1. dubnu to bylo 544 000 osob. Za měsíc bylo tedy proočkováno 2,8 % obyvatel ČR a celkem je to 5,1 % obyvatel. Nejsou sice očkovány děti, ty však mohou nemoc také přenášet, proto do relativní proočkovanosti vstupuje celá populace (ČR má 10,7 mil. obyvatel).
K 1. květnu 2021 bylo v ČR 1,01 mil. osob s ukončeným očkováním (9,4 % obyvatel), k 5.7. 3,51 mil. osob (35,1 % obyvatel), k 1.9. 5,55 mil. osob (51,9 % obyvatel) a k 1.10. 5,74 mil. osob (53,6 % obyvatel). Potřebné sedmdesátiprocentní proočkovanosti do podzimu nebylo dosaženo.

### Kontroverze
První očkovací strategie byla vedena snahou, „aby vakcíny byly distribuovány spravedlivě, eticky a transparentně“, ale podle opozice byla nedostatečně podrobná a na některé otázky vůbec neodpovídala. Podle Romana Prymuly mělo Česko s přípravou vakcinace zpoždění. Dne 10. prosince zveřejnilo Ministerstvo zdravotnictví nepovedený inzerát.
V lednu se ve Státním zdravotním ústavu o první tisícovku vakcín proti covidu-19 podělili prioritní zdravotničtí zaměstnanci se svými úřednickými kolegy a jejich příbuznými. Ředitel SZÚ po rozhovoru s ministrem zdravotnictví rezignoval. Rezignovat musela i náměstkyně ministra zdravotnictví Alena Šteflová, která se nechala v SZÚ přednostně naočkovat společně s manželem. Kvůli rozdávání vakcín mezi příbuzné v nemocnici v Českém Krumlově rezignoval její ředitel Jindřich Florián. Mezi další případy přednostního očkování patřil radní Královéhradeckého kraje Zdeněk Fink (66 let) s manželkou, které ale podpořil královéhradecký hejtman Martin Červíček. Dalším přednostně očkovaným byl ředitel Všeobecné zdravotní pojišťovny Zdeněk Kabátek (50 let), kterého pak podpořila Správní rada VZP. Již 30. prosince 2020 se nechal naočkovat také hejtman Moravskoslezského kraje Ivo Vondrák (61 let).

## Kapacity nemocnic, omezení péče

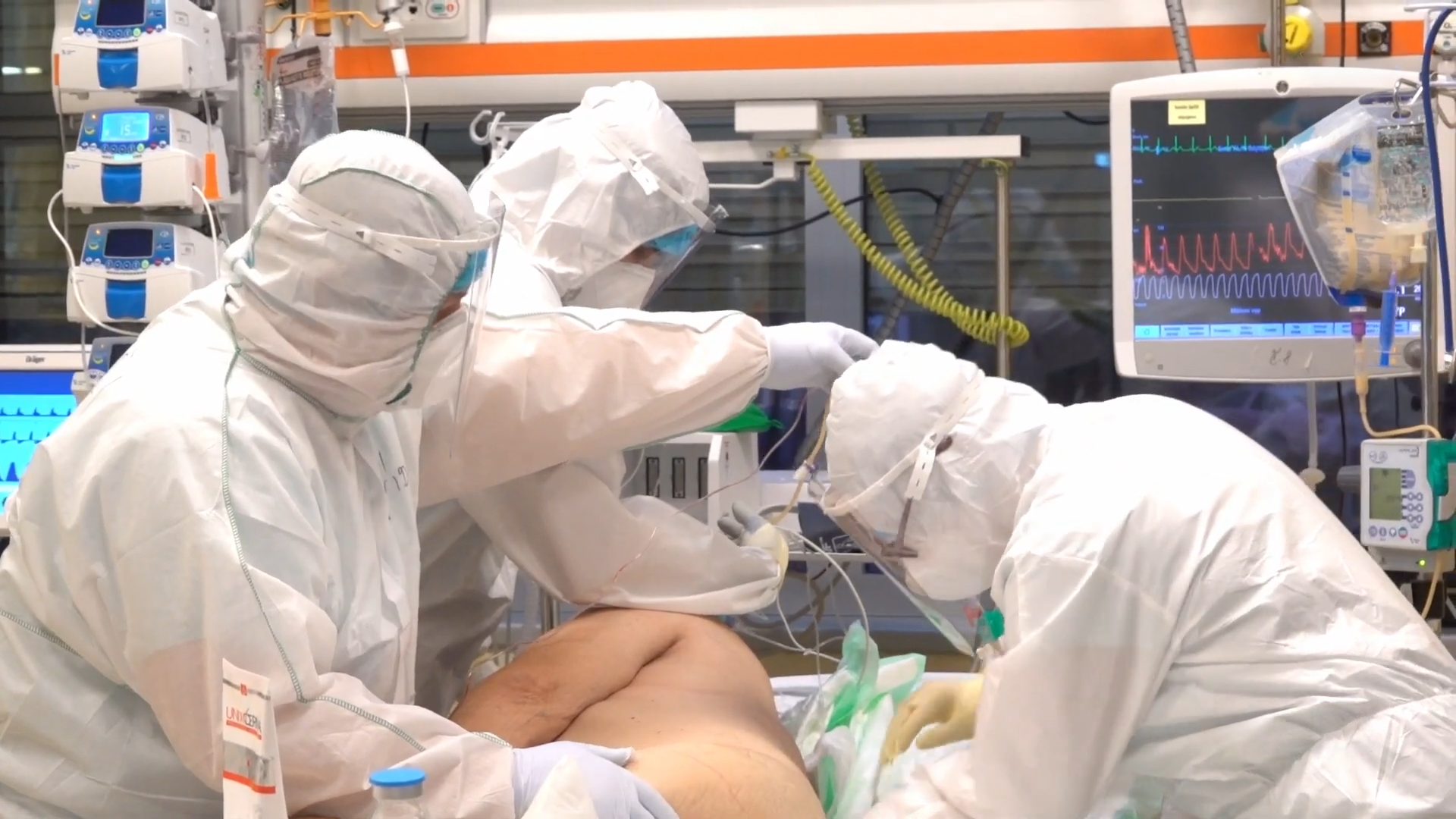
Zdravotníci v ochranných oblecích ošetřující pacienta s covidem-19, nemocnice Karlovy Vary.

K 1. dubnu 2020 měla Česká republika celkově k dispozici přes 3 658 lůžek intenzivní péče (JIP). Lůžek JIP a ARO dohromady mělo Česko 4 045; 10. června bylo 30 % této kapacity lůžek volné. Standardních lůžek způsobilých k dodávání kyslíku pacientům bylo začátkem dubna 2020 v Česku 23 766; 10. června bylo 8 652 těchto lůžek volných, což odpovídalo 36 % kapacity. Dne 11. září bylo volných 1 070 lůžek JIP + ARO a 6 975 lůžek s kyslíkem, nicméně dle MZČR bylo 14. září volných 1 086 lůžek ARO + JIP a 7 870 standardních lůžek s kyslíkem.
Dne 27. září leželo až 40 procent hospitalizovaných na covidových lůžkách s covidem bez příznaků a léčbu nepotřebovali; v nemocnici zůstávali, neboť nebylo kam jinam je umístit.
Dne 16. října 2020 bylo volných 983 lůžek ARO + JIP (25 %) a 7 500 standardních lůžek s kyslíkem (33 %). Od 1. září do 16. října ubylo 180 volných lůžek ARO + JIP a 660 standardních lůžek s kyslíkem. Dne 16. října bylo v kraji Praha volných 147 lůžek ARO + JIP (18 %) a 725 standardních lůžek s kyslíkem (24 %); ostatní kraje jsou uvedeny v témže zdroji, stejně jako jednotlivé nemocnice.
Neakutní péče byla ministerstvem zakázána nebo omezena na 98 dní v roce 2020 (od 17. 3. do 17. 5., od 28. 10. do 23. 11., od 22. 12. do 30. 12.), v roce 2021 zatím zakázána na 96 dní (od 31. prosince do 6. dubna).

## Smrtnost, úmrtnost
Smrtnost covidu v Česku spočítaná jako počet covid-pozitivních úmrtí ku počtu covid-pozitivních případů k 10. říjnu 2020 činila 0,83 %, spočítána coby 905 / 109 374; tato míra úmrtnosti případu (podíl zemřelých na případech) může být vyšší než míra úmrtnosti na infekci (podíl zemřelých na někdy nakažených) o to, že ne všechny nákazy jsou zachyceny laboratorním testem, na druhé straně mají covidem zapříčiněná úmrtí zpoždění za případy, což naopak daný ukazatel oproti skutečnosti snižuje. Tento ukazatel je proto pouze orientační. Mnohé evropské země mají vyšší úmrtnost. Biostatistik Ladislav Dušek s kolektivem spočítali smrtnost v Česku coby méně než 0,4 %; není známo, že by studie byla dostupná online, a proto není známa ani metodologie. Interpretace obou údajů je komplikována skutečností, že v Česku se coby covid-úmrtí počítá covid-pozitivní úmrtí bez ohledu na příčinu úmrtí.
Smrtnost viru spočítaná během epidemie nemoci virem způsobené může (ale nemusí - je to pouze pracovní hypotéza) být výrazně vyšší než smrtnost spočítaná po jejím ustoupení, jak tomu bylo například pro prasečí chřipku z roku 2009.
Celkový počet zemřelých v roce 2020 byl nejvyšší od roku 1987 (všechny příčiny). Meziroční nárůst činil 15 %, absolutně 16,9 tisíce. Téměř veškerý přírůstek připadl na čtvrté čtvrtletí, kdy bylo zemřelých meziročně o 15,7 tisíce více. Meziroční nárůst byl nejvyšší u 80–84letých (o 3,6 tisíce) a 75–79letých (o 3,4 tisíce).

## Reinfekce
Opakovaná infekce s prokazatelnými symptomy je u pacientů, kteří prodělali onemocnění covid-19, extrémně vzácná. V Čechách, kde je evidováno 1,66 milionu lidí uzdravených z covidu, se opakování nákazy potvrdilo pouze ve 2 089 případech, tzn. v 0,13 %. Střední doba mezi první a druhou epizodou onemocnění u hlášených případů bylo 133 dní. V říjnu 2021 byly reinfekce potvrzeny u 4680 osob z celkově 1 750 000 evidovaných pacientů s covidem, to je 0,26 %.
Počet evidovaných reinfekcí se mírně zvýšil koncem roku 2021 na 8 156 případů. Z celkového množství 2 170 000 pacientů, kteří covid prokazatelně prodělali (a toto číslo nezahrnuje asymptomatické pacienty, kteří nejsou v systému evidováni), představují reinfekce stále pouhých 0,38 %.
Počet reinfekcí začal stoupat až s nástupem varianty omikron, která je geneticky odlišná od všech předchozích variant SARS-CoV-2. V lednu 2022 ale reinfekce stále tvoří jen 10 % z celkového počtu nově nakažených a 90 % připadá na neočkované a očkované, přičemž podíl očkovaných v této skupině se relativně zvětšuje a představuje už více než polovinu. ÚZIS přitom data o reinfekcích zveřejňuje zvlášť a nezahrnuje je do celkových přehledů nově nakažených. Neexistují také žádné oficiální údaje o závažnosti onemocnění při reinfekcích, ale už u předchozí varianty delta byly počty hospitalizovaných po reinfekci zanedbatelné ve srovnání s neočkovanými a očkovanými. Data o onemocnění variantou omikron znovu potvrzují, že předchozí prodělání infekce poskytuje mnohem lepší ochranu než vakcinace.

## Opatření
Nejprve byla opatření na základě nařízení vlády, poté nařízení ministerstva zdravotnictví. Index míry zavedených opatření je v roce 2021 nižší než roku 2020. Od konce roku 2021 docházelo k postupnému uvolňování opatření i pro samotné nakažené. V únoru 2023 navrhlo ministerstvo zdravotnictví izolaci pro nakažené zrušit úplně,  od dubna 2023 tak není šíření nemoci trestným činem.

### Vývoj opatření vlády a ministerstva zdravotnictví od března do června 2020 (první vlna)

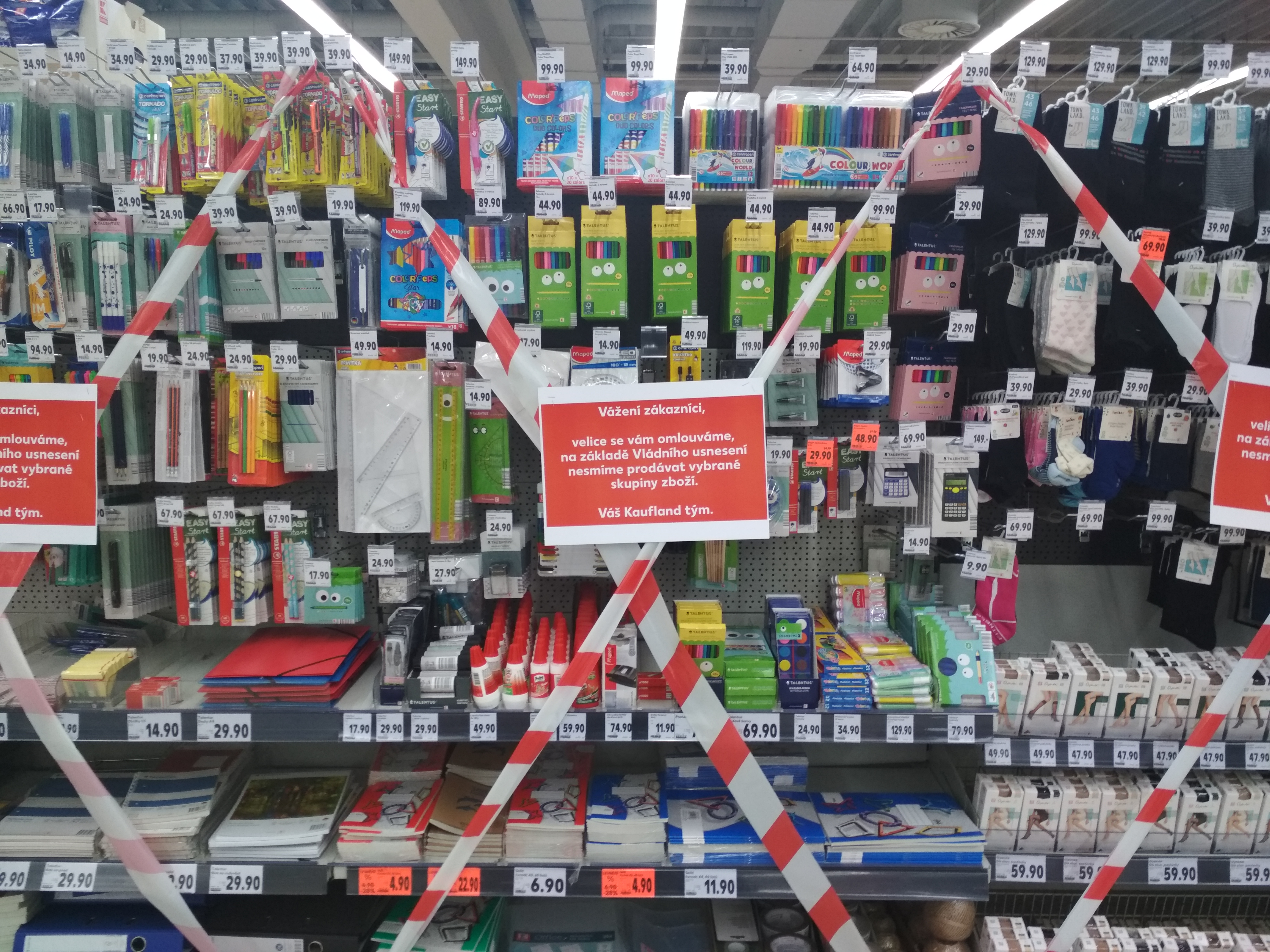
Zákaz prodeje zboží nesloužícího základním potřebám, Kaufland Kadaň, leden 2021

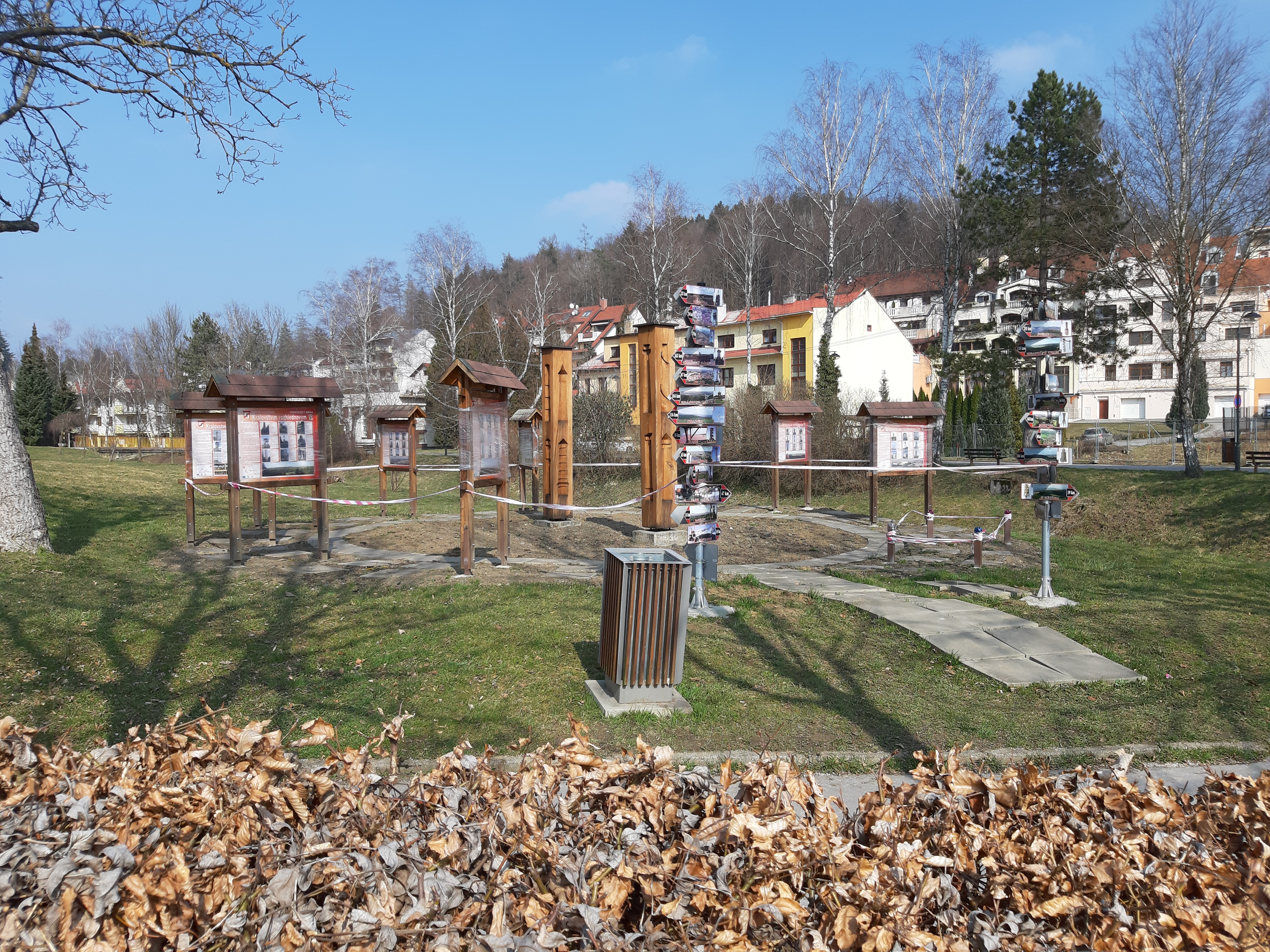
Luhačovice: výstava rozhleden (v okolí města) byla vzhledem k pandemii zafóliována a byl k ní zamezen přístup (25. března 2021).

Volný pohyb osob
Volný pohyb zakázala vláda od 16. března. Od 24. dubna bylo toto omezení zrušeno, při pohybu na veřejnosti ale nadále zůstalo omezení na 10 osob ve skupině.  Od 25. května je povolené i pořádání hromadných akcí, od 8. června do počtu 500 lidí. V průběhu června se zvýšil povolený počet účastníků na 1000 lidí, na veletrzích až na 5000 lidí. Od 30. června byl na Karvinsku a Frýdecko-Místecku snížen maximální počet účastníků na 100.
Roušky, zakryté dýchací cesty
Od 19. března začal platit zákaz pohybu/pobytu mimo bydliště bez ochranných prostředků dýchacích cest (nos, ústa) jako je respirátor, rouška, ústenka, šátek, šál nebo jiné prostředky, které brání šíření kapének. Od 25. května je třeba mít nos a ústa zakrytá už jen ve veřejné dopravě, v obchodech, úřadech, nemocnicích a dalších vnitřních prostorech. Od 8. června není povinné nosit roušku u bazénů a na koupalištích, nemusejí ji mít televizní a rozhlasoví moderátoři a redaktoři s hosty ve studiu, pokud dodrží dvoumetrový odstup. Od 15. června lidé nemusí venku nosit roušku, povinné zůstávají jen u hromadných akcí. Ve většině republiky povinnost nosit ochranu úst a nosu skončila 1. července 2020. Nadále však platí pro návštěvníky lůžkových zařízení. V Praze se nařízení týká i jízdy metrem a stále platí pro vnitřní akce s více než sto lidmi. Rozvolnění se také netýká Moravskoslezského kraje
Otevírání obchodů a služeb
Dveře obchodů se otevíraly postupně. Obnovený provoz obvykle doprovázely podrobné preventivní a hygienické požadavky. Od 7. dubna vláda umožnila otevřit sběrny a výkupny surovin, od 9. dubna hobby markety, železářství či prodejny jízdních kol. Otevřeny byly servisy počítačů a spotřební elektroniky, ale obchody s elektronikou ne. Dále květinářství, zahrádkářství, pohřební služby a prodejny jízdenek. Prodej jízdenek ve vlacích Českých drah byl povolen až od 14. dubna. Otevřené byly také prádelny. Ode dne 27. dubna mohla otevřít turistická informační centra, posilovny bez zázemí, autoškoly, knihovny a vnější prostory zoologických, dendrologických a botanických zahrad. Od 25. května mohou návštěvníci sportovišť využít i vnitřní prostory, stejně tak mohou i do pavilonů a vnitřních částí zahrad. Češi si mohou od 11. května zajít i k holiči a kadeřníkovi. Hotely, penziony a další ubytovací zařízení otevřely 25. května. Pro tradiční taxikáře platila omezení do konce března, pro alternativní taxislužby skončila omezení 25. května. 25. května byl povolen vstup do vnitřního prostoru hospod, barů a restaurací. Od 11. května mohli přitom hosté zavítat jen na venkovní prostor a na zahrádky. Dne 27. dubna se také obnovil provoz autoškol. Hromadná doprava byla v Česku postupně utlumována, ale nikoliv z nařízení vlády, nýbrž v reakci na omezení volného pohybu lidí.
U 208 pošt, které spadají do kritické infrastruktury státu, zůstala otevírací doba do 16:00 hodin po celou dobu nouzového stavu. Většina poboček se od 4. května vrátila k původní otevírací době. Zásilkové služby stejně jako Česká pošta varovaly před komplikacemi se zásilkami ze nebo do zahraničí.
Úřady měly část nouzového stavu podle vládního nařízení omezené pracovní hodiny: v pondělí a ve středu byly otevřené maximálně tři hodiny. Od pondělí 20. dubna se vrátily k plnému provozu.
Kulturní a sportovní akce
Od 10. března vláda zakázala všechny sportovní, kulturní, náboženské i umělecké akce s účastí nad sto lidí, později byl zákaz rozšířen na všechny akce. Akce pro nejvýše sto lidí vláda povolila od 11. května, od 25. května se jejich maximální kapacita zvýšila až na 300, od 8. června pak na 500 lidí. V divadlech bylo až do 8. června možné obsadit jen každou druhou řadu. Od 24. dubna bylo možné konat bohoslužby s účastí do patnácti lidí, počet se zvýšil nejprve od 11. května na 100, od 25. května na 300.
Lokální ohniska
Ministerstvo zdravotnictví vyhodnocuje aktuální epidemiologickou situaci v regionech podle rizikového skóre pro jednotlivé okresy. Rizikové skóre je hodnoceno denně a publikováno ve formátu týdenních souhrnů (medián vždy v pondělí).
Další opatření
- 9. února 2020 bylo přijato první razantnější opatření provedené Českou republikou proti šíření koronaviru, zákaz přímých leteckých spojů s Čínou[144][145], od 4. března s Itálií a od 5. března s Jižní Koreou.[146]
- 11. března opatřením MZDR 10676/2020-1/MIN/KAN došlo k uzavření základních, středních a vysokých škol.
- 12. března vláda České republiky vyhlásila nouzový stav (usnesení č. 69/2020 Sb.).[147] Nouzový stav byl ukončen k 17. květnu 2020.[148]
- 15. března byl aktivován Ústřední krizový štáb, pracovní výbor Bezpečnostní rady státu. Původně jej vedl náměstek ministra zdravotnictví Roman Prymula, po dvou týdnech jej vystřídal ministr vnitra Jan Hamáček. Štáb dával doporučení vládě, odpovídal také za centrální nákup ochranných pomůcek za 4,6 miliardy korun. Celý štáb se scházel jednou týdně, aktivní stav byl ukončen 11. června.[149]
- 23. března Předseda sněmovny na návrh vlády vyhlásil stav legislativní nouze.[150] Za pouhý týden tak byl upraven zákon č. 355/2019 Sb., o státním rozpočtu a schváleny zákony č. 133/2020 Sb. (ošetřovné), 134/2020 Sb. (zdravotní pojištění), 135/2020 Sb. (maturity, přijímačky na SŠ), 136/2020 Sb. (důchodové a sociální pojištění) a 137/2020 Sb. (evidence tržeb). Další zákony byly upravovány později. Proti některým zákonům, přijatým ve zrychleném jednání, však byly podány ústavní stížnosti.[151]

Mimořádná opatření přijímala nejdříve vláda v rámci vyhlášeného nouzového stavu, později je začalo vydávat Ministerstvo zdravotnictví podle zákona o ochraně veřejného zdraví. Přehled vládních předpisů ze Sbírky zákonů ČR proti koronavirové pandemii udržoval do 31.5.2020 server Zákony pro lidi.
Rozhodnutí Ústavního soudu
- 16. prosince zamítl návrh skupiny senátorů Parlamentu ČR, kterým se navrhující strana snažila o zrušení opatření odkládající platbu za nájem bytů a nebytových prostor pronajímatelům. Navrhovatelé argumentovali absencí záruky za vymahatelnost takových pohledávek pronajímateli na nájemcích, a tedy pouhým přenesením zátěže z nájemce na pronajímatele. Plénum však v rozhodnutí zdůraznilo, že se nejedná o prominutí, ale záruku neukončení nájemní smlouvy ze strany pronajímatele pro opoždění hrazení nájemného nájemcem, kdy zároveň byla dána lhůta pro nejpozdější splacení pohledávky. Spolu s tím opatření soud zhodnotil jako přiměřené legitimnímu cíli a chránící základní práva nájemce, tj. opatření byla ÚS shledána jako proporcionální.[154][155]

### Reakce na vládní opatření

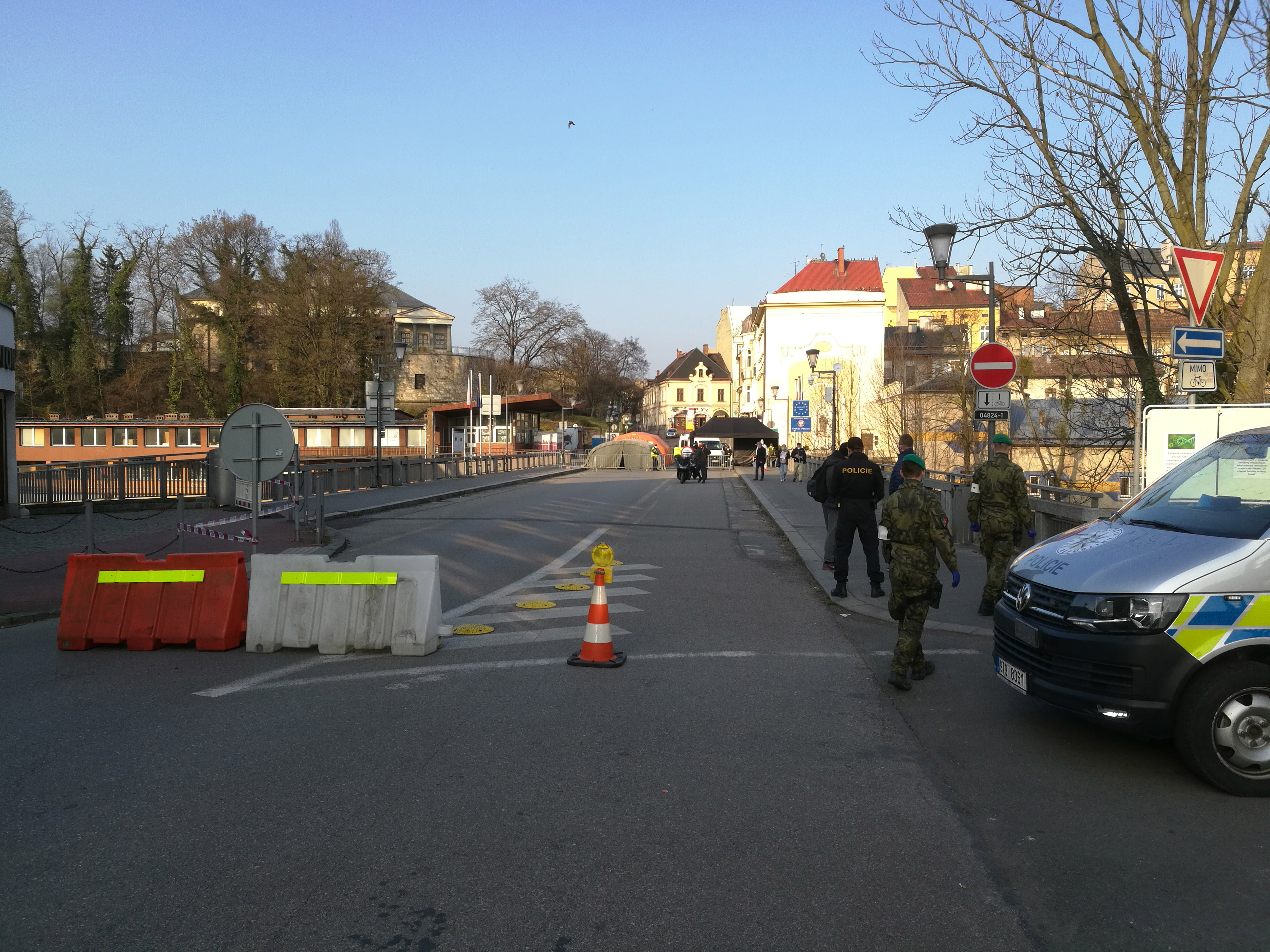
Uzavřený Most družby mezi Českým Těšínem a Těšínem během pandemie covidu-19.

- Ředitel Divadla Na Jezerce, herec Jan Hrušínský, označil v březnu 2020 vládní opatření za „likvidaci všech nepohodlných“ a pokus předsedy vlády vyvoláním paniky zakrýt problémy, které má se svým trestním stíháním a svými kauzami.[156] Později se Hrušínský za své výroky částečně omluvil.[157]
- Městský soud v Praze obdržel návrh, kterým brněnský advokát David Záhumenský jménem své manželky Venduly 17. března 2020 napadl vyhlášení nouzového stavu a některá ze souvisejících vládních opatření, a to kvůli způsobu jejich vyhlášení.[158] Stěžovateli podle jeho vyjádření vadilo, že premiér nejmenoval Ústřední krizový štáb dle metodologických postupů. Advokát argumentoval tím, že se vláda neřídila doporučeními Ústřední epidemiologické komise vydaných v souladu s pandemickým plánem.[159] Davida Záhumenského pak za medializaci své kauzy kritizoval advokát Luděk Hladěna, který poslal otevřený dopis předsedovi České advokátní komory (ČAK) Vladimíru Jirouskovi a požadoval jeho vyjádření.[160] Na stranu Záhumenského se ale přidal místopředseda ČAK Tomáš Sokol, který s pochybením vlády souhlasí.[161] 27. března pak Městský soud v Praze projednávání žaloby zrušil z důvodu toho, že vládou přijatá opatření byla nahrazena opatřeními Ministerstva zdravotnictví.[162] S žalobou ale uspěl jiný právník[163] Ondřej Dostál, jemuž dal pražský městský soud za pravdu a ve svém vyjádření z 23. dubna 2020 zrušil některá opatření zavedená Ministerstvem zdravotnictví s účinností od 27. dubna 2020.[164] Tento rozsudek byl ale později zrušen Nejvyšším správním soudem.[165] Jednalo se zejména o dvě opatření v souvislosti s omezením maloobchodního prodeje a dvě opatření související s omezením volného pohybu osob.[166]
- U Městského soudu v Praze uspěla s návrhem na zrušení části ochranného opatření i jazyková škola Pražské vzdělávací středisko - jazyková škola s právem státní jazykové zkoušky s.r.o., která se dožadovala zrušení diskriminačních omezení pro žadatele o česká víza.[167]
- Rektor Univerzity Karlovy, lékař a biochemik Tomáš Zima, zveřejnil 6. dubna 2020 text, ve kterém vyjádřil velké obavy z devastačních dopadů, kterými pokračující restrikce tvrdě a na dlouhou dobu zasáhnou každého občana, zemi a celou společnost. Upozornil, že statistiky úmrtnosti na covid-19 jsou vypočítány nestandardně a zanedbávají souvislosti s řadou závažných onemocnění či vážné oslabení imunity nakažených. Došlo k obrovskému a soustavnému strašení národa a občanů, řada médií ve snaze o senzaci za každou cenu, často bez ohledu na fakta či dopady, často bez etického rozměru, podává velmi často tendenční obraz infekce lokálně i globálně. Tomáš Zima varoval, že daleko fatálnější následky pro Česko bude mít ochromení domácího a světového hospodářství. Volba mezi uvolněním drastických opatření a dalším pokračováním karantény není volbou mezi penězi a životy. Je volbou mezi hypotetickými hromadnými oběťmi koronavirové infekce a jistými oběťmi ekonomického úpadku společnosti. Vyzývá vládu k přípravě jasné a srozumitelné strategie pro záchranu ČR pro další měsíce a roky, která bude výsledkem společné práce těch nejlepších expertů a špičkových odborníků v oblastech ekonomie, hospodářství a sociální politiky.[168]

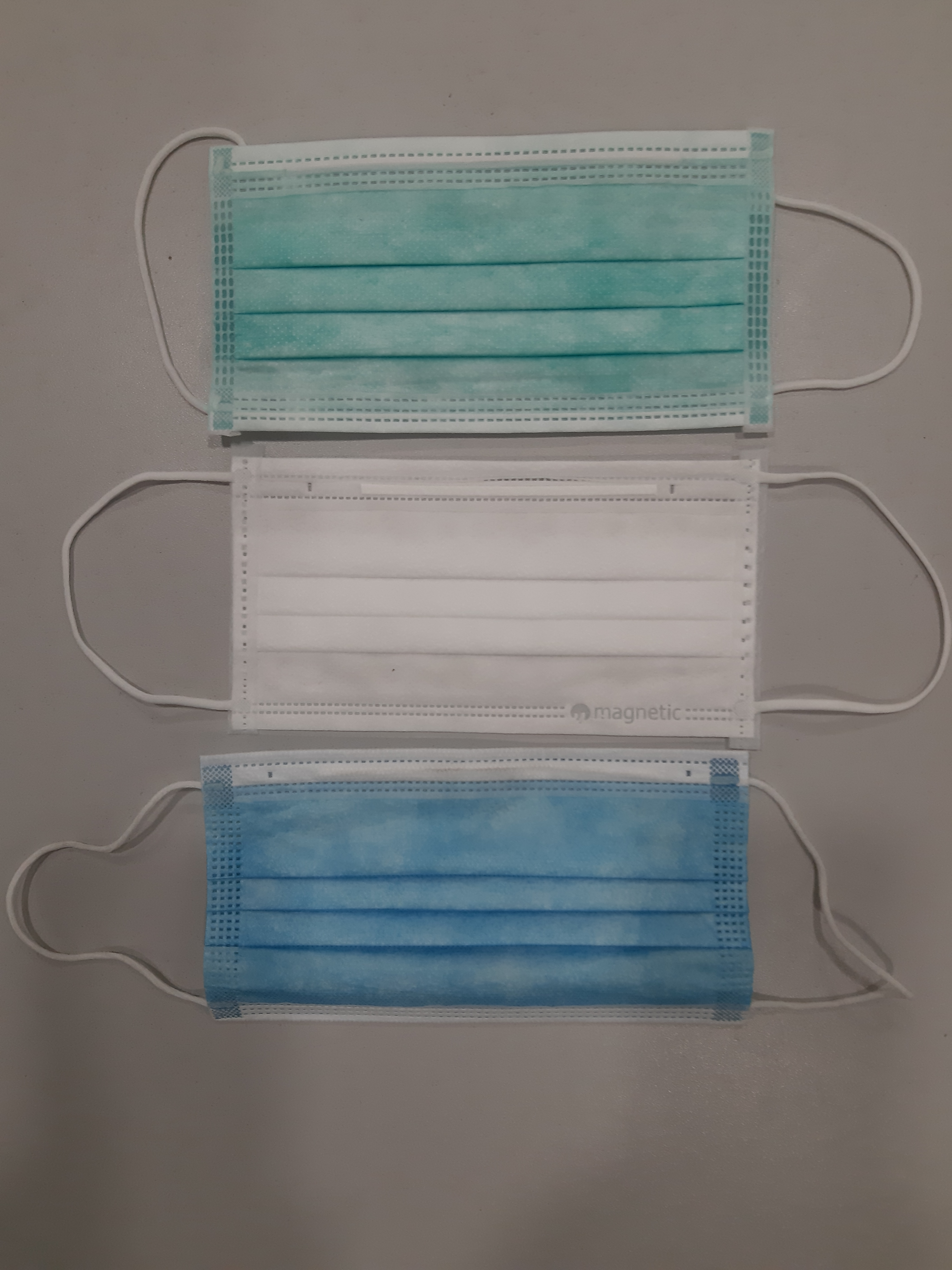
Chirurgické roušky

- Člen Ústředního krizového štábu, předseda České stomatologické komory Roman Šmucler, zdůraznil v dubnu 2020, že aktuální karanténa vojenského typu není řešením a podporuje stanovisko rektora UK Tomáše Zimy. Podle něj záchrana pár lidí s covidem-19 stojí neúměrné finanční prostředky v řádu miliard, které budou v příštích letech ve zdravotnictví chybět a v důsledku ohrozí zdraví mnoha lidí, kteří čekají na operace nebo nedostanou některou špičkovou léčbu.[169]
- Bývalý viceguvernér ČNB, poslanec Evropského parlamentu Luděk Niedermayer považoval v dubnu 2020 opatření české vlády v ekonomické oblasti za chaotická a s nejasnými výsledky. Přestože Evropská komise už v polovině března rozvolnila pravidla pro evropskou pomoc a zjednodušila režim notifikací veřejné podpory, český program se tam objevil přibližně o tři až čtyři týdny později než programy dalších zemí. Kritizuje vládní strategii odmítání přijetí eura. Jelikož nejsme členy eurozóny, nebudeme mít přístup k případnému financování dluhu pomocí záchranného fondu ESM.[170]
- Senátor a bývalý ředitel Masarykova onkologického ústavu v Brně Jan Žaloudík vyzval v dubnu 2020 k co nejrychlejšímu uvolnění zavedených opatření a návratu k normálu. Podle něj „koronavirus není důvod k bláznění“. Je důležité, aby se nezastavovala medicína, neboť existují mnohem závažnější případy jako rakovina, mrtvice, infarkty. Připomíná, že oproti 6800 potvrzených případů covid-19, z nichž méně než 200 lidí zemřelo, umírá v ČR ročně asi 30 000 lidí na rakovinu (tzn. jeden člověk každých 20 minut). Podle něj jsou roušky opatření na tři čtyři týdny a lidé by je měli odkládat. Nechat by si je měli například lékaři, zubaři nebo třeba kadeřníci, kteří přicházejí přímo do kontaktu s lidmi.[171]
- Politolog, dramaturg a produkční Jan Civín upozornil v dubnu 2020, že restriktivní opatření, která mají zabránit šíření viru v populaci, představují bezprecedentní zásah do lidských práv a svobod, tedy do jednoho ze základních pilířů demokracie. Nouzový stav může být vyhlášen pouze ve výjimečném případě, na krátkou, nezbytně nutnou dobu. Musí být jasně stanovena jeho pravidla, přesně vymezeny pravomoci rozhodovacích orgánů a také jejich odpovědnost za přijatá rozhodnutí. Takové limity jsou nezbytné proto, aby se nouze nestala normou. Vyšší pravomoci a absence kontroly svádějí ke zneužití. Nelze demonstrovat a žaloby na protiprávnost vládních rozhodnutí jsou odmítány jako neopodstatněné. To vše za situace, kdy se ukazuje, že nemoc covid-19 zdaleka není tak nebezpečná, jak se zprvu zdálo.[172]
- Dne 21. 4. 2020 zveřejnilo jedenáct předních lékařů Univerzity Karlovy výzvu, aby v zájmu zachování zdraví a prosperity naší země byl nouzový stav ukončen ke 30. 4. 2020. Uvedli v ní, že je třeba přijímat promyšlená řešení místo chaotických a protichůdných opatření, tzn. obnovit dostupnost zdravotní péče pro všechny občany v plné šíři, obnovit výuku na školách v průběhu května, odstranit překážky pro chod ekonomiky a zabránit krachu, který hrozí významné části malých a středních firem a živnostníků, postupně uvolňovat státní hranice v koordinaci s okolními zeměmi. Argumentovali tím, že koronavirus nezvýšil přirozenou úmrtnost v ČR, ale smrt minimálně poloviny z nakažených nemá přímou souvislost s onemocněním covid-19, nýbrž se jedná o úmrtí způsobená jiným závažným onemocněním. Izolování nerizikových skupin, což v praxi znamená znemožňování celé populaci normálně žít a pracovat, nepovede k získání imunity. Ohroženi nejsou primárně „starší lidé“, ale „lidé křehcí a závažně nemocní“, čímž se covid-19 neliší od jiných zátěží jako chřipka, vlna veder nebo mrazů. Zdůraznili, že fyzické zdraví jde ruku v ruce se zdravím duševním, zdravím socio-ekonomickým a zdravím české demokracie. Podepsáni byli: doc. MUDr. Martin Balík, Ph.D., prof. MUDr. Jiřina Bartůňková, DrSc., MBA, prof. MUDr. Cyril Höschl, DrSc., MUDr. Zdeněk Kalvach, CSc., prof. PaedDr. Pavel Kolář, Ph.D., prof. MUDr. Robert Lischke, PhD., prof. MUDr. Jiří Neuwirth, CSc., MBA, prof. MUDr. Jan Pirk, DrSc., MUDr. Jaroslav Svoboda, prof. MUDr. Julius Špičák, CSc., prof. MUDr. Tomáš Zima, DrSc., MBA.[173]
- Podnikatel a filantrop Luděk Sekyra varoval v dubnu 2020, že epidemie strachu ohrožuje osobní svobodu. Připomněl největší historické pandemie i jejich politické a sociální důsledky, které změnily uspořádání států nebo osudy národů. Společným rysem všech pandemií je subjektivní pocit strachu, objektivním důsledkem pak omezení svobody mocenskou autoritou. Nákaza je ze své podstaty antisociální – tím že se omezuje fyzický i společenský kontakt, má fatální důsledky zejména u starších lidí, u nichž osamění a ztráta kontaktu s blízkými zvlášť negativně ovlivňuje psychiku a průběh onemocnění. Cituje slova Immanuela Kanta: „svoboda je vnitřní podstatou světa“ a „morálka nám jako první odkrývá pojem svobody“. „Epi demos“ v řečtině označuje jev, který doléhá na všechen lid. Francouzský filozof Michel Foucault to vystihl ve slavné tezi z díla Dohlížet a trestat, že „epidemie je snem mocných“, protože „umožňuje kontrolovat populaci“. V souvislosti se zvýšenou digitální kontrolou sociální interakce a pohybu ohrožuje epidemie nedotknutelnost osobní sféry. Strach z nákazy se mění v závislost a návyk, že vše musí být někým dovoleno a nakonec vyústí ve strach ze svobody, jež vybízí k odpovědnosti a kritice.[174]
- V centru Prahy v neděli 6. 12. 2020 protestovaly stovky odpůrců vládních protiepidemických opatření. Dne 10. prosince vyšla ve Sbírce zákonů vyhláška, která od března zavádí povinné očkování (proti Covid-19) u osob nad 60 let a pro vybrané profese, kde je vyšší riziko nákazy koronavirem. Tato vyhláška se vydává podle zákona č. 258/2000 Sb.Demonstranti se sešli na Václavském a Palackého náměstí, průvodem se pak vydali přes Staroměstské náměstí k úřadu vlády. Svolavatelé pochodu ve veřejné výzvě vládě požádali, aby uzavřeným provozům poskytla podporu a také upustila od celoplošných opatření.[175]
- Na Staroměstském náměstí protestovalo 10. 1. 2021 proti vládním opatřením, která souvisejí s pandemií 2,5 až 3000 lidí. V úvodu a závěru demonstrace vystoupil zpěvák Daniel Landa. S projevem vystoupil zástupce podnikatelů Jiří Janeček i bývalý prezident Václav Klaus. Mezi dalšími řečníky byl choreograf Petr Zuska, herec Michal Suchánek nebo zástupce maturantů Matěj Gregor. Demonstraci nazvanou Otevřeme Česko svolala iniciativa za zachování provozu restaurací Chcípl PES. Svolavatel a předseda politické strany Svobodní Libor Vondráček řekl, že cíle demonstrace jsou dva. V dlouhodobém horizontu je to právě „otevření Česka“, v krátkodobém pak to, aby vláda začala komunikovat s lidmi, kterých se současná opatření týkají, a vedla s nimi skutečný dialog. Chirurg Ondřej Polanecký na demonstraci kritizoval přístup vlády a nedostatečnou komunikaci s odborníky z praxe. Reakce politiků byly většinou odmítavé.[176][177]

## Mezilidská solidarita

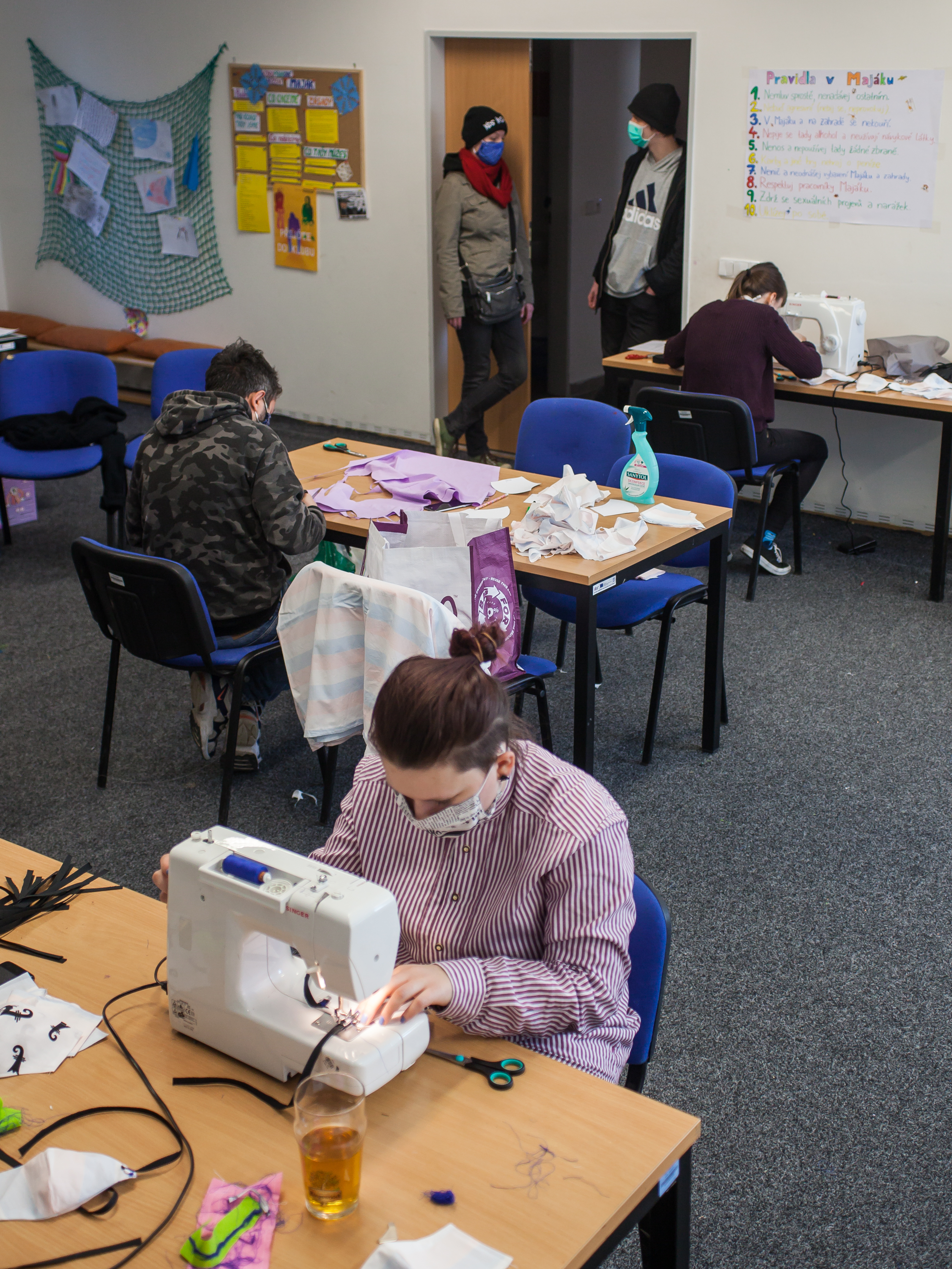
Dobrovolníci šijí roušky v komunitním centru Maják v Orlové (1. dubna 2020)

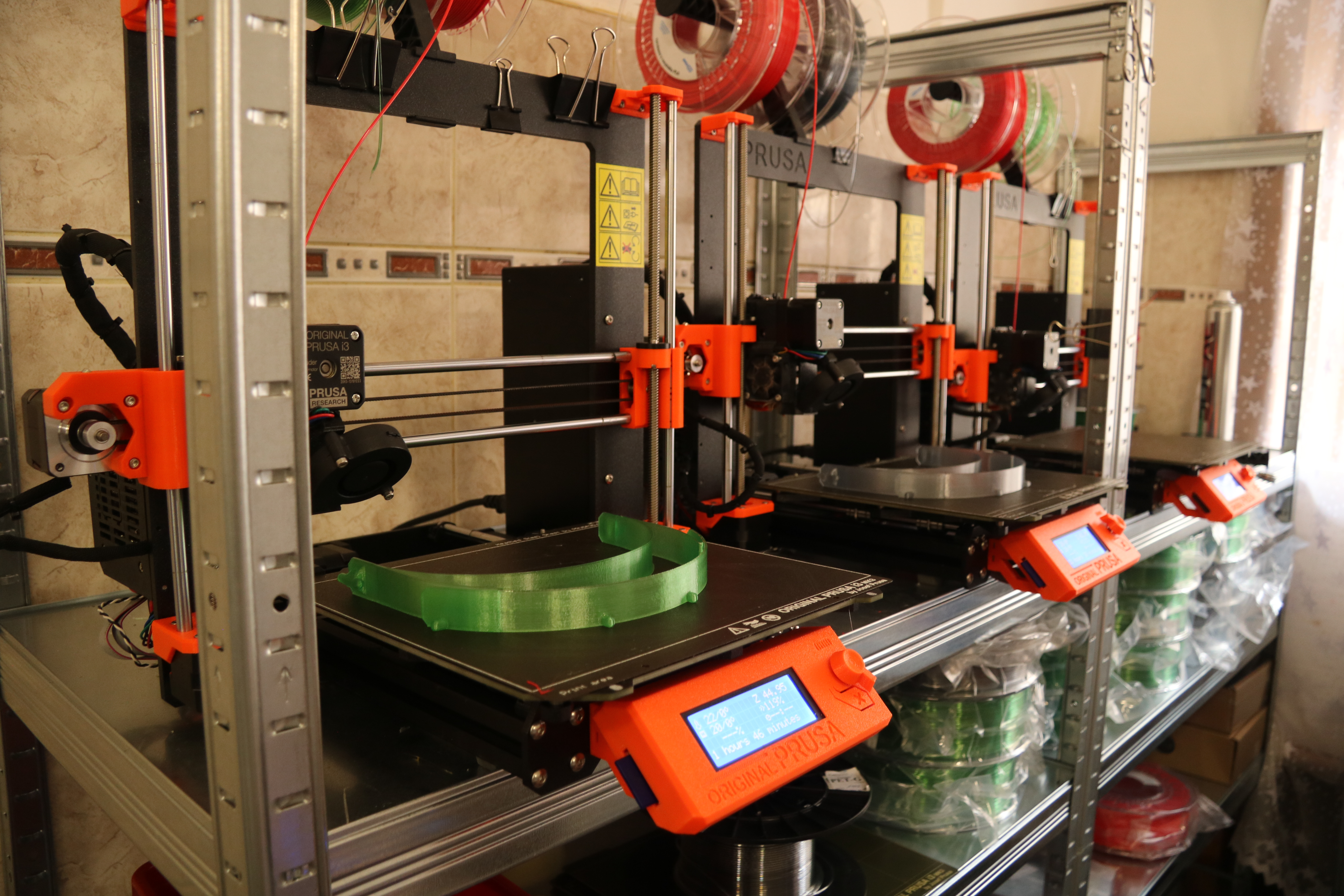
Tisk obličejových štítů na 3D tiskárně v dílně v Kadani v dubnu 2020

Pandemie covidu-19 vyvolala vlnu solidarity v nejrůznějších oblastech, např.:
- Na nedostatek ochranných roušek, jejichž nošení bylo nařízeno, zareagovali v krátké době organizovaní i neorganizovaní dobrovolníci, kteří roušky šili a na sociálních sítích sdíleli návody na jejich ušití.[178][179]
- Rozběhly se programy na pomoc nejohroženější skupině – seniorům, především na nekomerční bázi.[180]
- Česká televize v pondělí 23. března zahájila dočasné vysílání nového televizního kanálu ČT3, který přinášel praktické rady, zpravodajství a výběr ze zlatého televizního fondu ČT, vše se zaměřením na starší lidi.[181]
- Vietnamská komunita v Ústeckém kraji vybrala 140 000 Kč na dar plicního ventilátoru pro ústeckou nemocnici.[182] Někteří vietnamští obchodníci začali nabízet zdarma pití a občerstvení pro členy záchranných složek a pro zákazníky roušky.[183]
- Česká televize kvůli uzavření českých škol spustila výukové pořady pro domácí výuku. Jednalo se o UčíTelku, která je zaměřena na výuku žáků prvního stupně, Odpoledku, pásmo pořadů zaměřené na výuku žáků druhého stupně, a o Školu doma, která mělo pomoci žákům devátých tříd s přípravou na přijímací zkoušky na střední školy.[184][185]
- Jednotlivci i instituce využili možnost poskytnout výpočetní výkon osobních počítačů projektu Folding@home, fungujícímu pod záštitou Stanfordovy univerzity, který se začal věnovat výzkumu proteinů viru. Zapojily se například počítače Západočeské univerzity v Plzni[186] či servery Státní energetické inspekce[187].
- Český výrobce 3D tiskáren Prusa Research přispěl na bezplatné využívání sdílených kol Rekola,[188] navrhl, začal vyrábět a rozdávat ochranné štíty pro zdravotníky. Zároveň návrh zveřejnil a vyzval komunitu 3D tisku k zapojení se.[189]
- Lihovar Žufánek bez potřebných povolení vyráběl a rozdával dezinfekční gely. Po upozornění celního úřadu výroby zanechal.[190]
- Technická univerzita v Liberci začala vyrábět textilii s nanovlákny na roušky, která účinností překoná respirátory třídy FFP3.[191]
- Tým COVID19CZ a výrobce MICo Medical ve spolupráci s Fakultou biomedicínského inženýrství ČVUT vyvinuli po úspěšné crowsourcingové kampani, v níž během jednoho dne vybrali přes čtrnáct miliónů Kč, jednoduchý, avšak kvalitní plicní ventilátor CoroVent. Cílem bylo vyrobit pro ČR 500 přístrojů. Vývojáři zaznamenali zájem i ze zahraničí.[192]

## Dopady na českou ekonomiku
Podle prognózy Mezinárodního měnového fondu čeká českou ekonomiku hospodářský pokles 6,5 %. Ministerstvo financí má o něco optimističtější pohled a předpokládá pokles o 5,6 %, ale i tak jde o nejhlubší propad ekonomiky od vzniku České republiky.
Podle Eurostatu prodávalo Česko koncem roku 2020 desetileté dluhopisy s úrokem 1,26 procenta, který je v Evropě čtvrtý nejvyšší. Státy eurozóny ve stejné době prodávaly dluhopisy se zápornou sazbou 0,21 procenta. Za vysoký úrok může chaos, který provázel schvalování rozpočtu.

### Dopady na český maloobchod

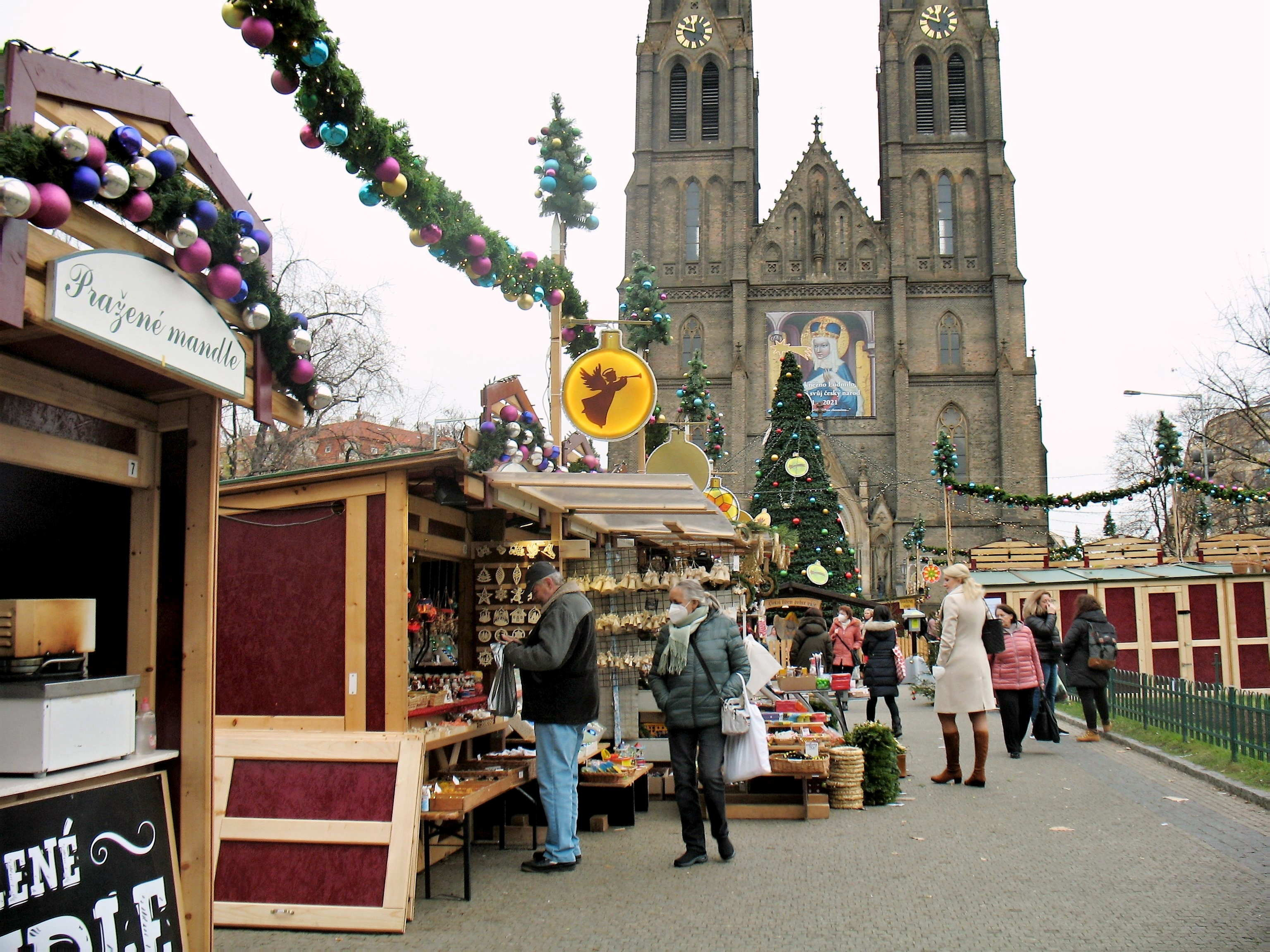
Vánoční trh na náměstí Míru v Praze byl v roce 2021 otevřen pouhých 7 dní. Po vyhlášení nouzového stavu od 26. 11. 2021 byly vánoční trhy v ČR s okamžitou platností zakázány.

Podle analýzy společnosti Cushman & Wakefield měla pandemie pozitivní vliv na obraty supermarketů a hypermarketů, prodeje elektroniky vzrostly v roce 2021 oproti roku 2019 až o 32 %, produkty pro zdraví a krásu až o 15 %. Odvětví módy a obuvi též vzrostlo až o 21 %. Vyšší obraty jsou vysvětleny zejména odloženou spotřebou z roku 2020.

### Dopady na český internetový obchod
Vypuknutí epidemie v Česku mělo výrazný vliv také na přesun většiny obchodů na internet. Podobně jako v případě první epidemie SARS, která v roce 2003 zahájila přerod Číny na velmoc internetového obchodu, i v Česku se očekává výrazné urychlení přerodu.
- Počet lidí nakupujících potraviny online byl asi šestinásobný oproti běžnému období. Všechny velké online supermarkety jako Košík.cz, Rohlík.cz nebo iTesco.cz se potýkaly s problémy a musely urychlit expanzní plány.[196]
- Největší internetové obchody Alza.cz a MALL.cz představily platformy pro rychlý vstup kamenných obchodů na internet.[197]
- Fintech společnosti přišly s expresním onboardingem pro bezpečnou platbu.[198]
- E-shopová platforma Shoptet ohlásila dvojnásobek nově založených elektronických obchodů.[199]

### Dopady na kapitálové trhy
V prvním pololetí roku 2021 dosáhly investice do komerčních nemovitostí celkem 678 milionů eur, což je o pětinu více než ve stejném období v roce 2020. Do konce roku 2021 očekává realitněporadenská společnost Cushman & Wakefield, že se celkový objem investic bude pohybovat kolem jedné a půl miliardy eur, což je více než za rok 2020, ale výrazně méně než v letech před koronavirovou pandemií.
Investiční aktivita na trhu komerčních nemovitostí v České republice, v milionech eur (tabulka)
| Sektor                         | H1 2021 | Podíl | Meziroční změna |
| Kanceláře                      | 340     | 50 %  | 37 %            |
| Průmyslové nemovitostí         | 128     | 19 %  | 39 %            |
| Hotely                         | 105     | 16 %  | 904 %           |
| Maloobchodní nemovitosti       | 86      | 13 %  | -56 %           |
| Nemovitosti se smíšenou funkcí | 18      | 3%    | 17%             |
| Celkem                         | 678     | 100%  | 20%             |

### Dopady na mzdy
V roce 2025 byly mzdy v ČR vůči konci roku 2019 nominálně o 27 % vyšší, ale reálné mzdy byly kvůli předchozí vysoké inflaci stále o 10 % nižší než na konci roku 2019. Reálné mzdy se v roce 2025 na předpandemickou úroveň nevrátily v dalších 11 zemích EU, avšak nikde nebyl pokles tak vysoký jako v ČR. Druhá nejhorší je v EU s 5% poklesem Itálie, průměr EU je 1 %. Největší růst byl v Bulharsku o 36 %. K vyrovnání propadu by mohlo dojít v roce 2026.

### Program Antivirus

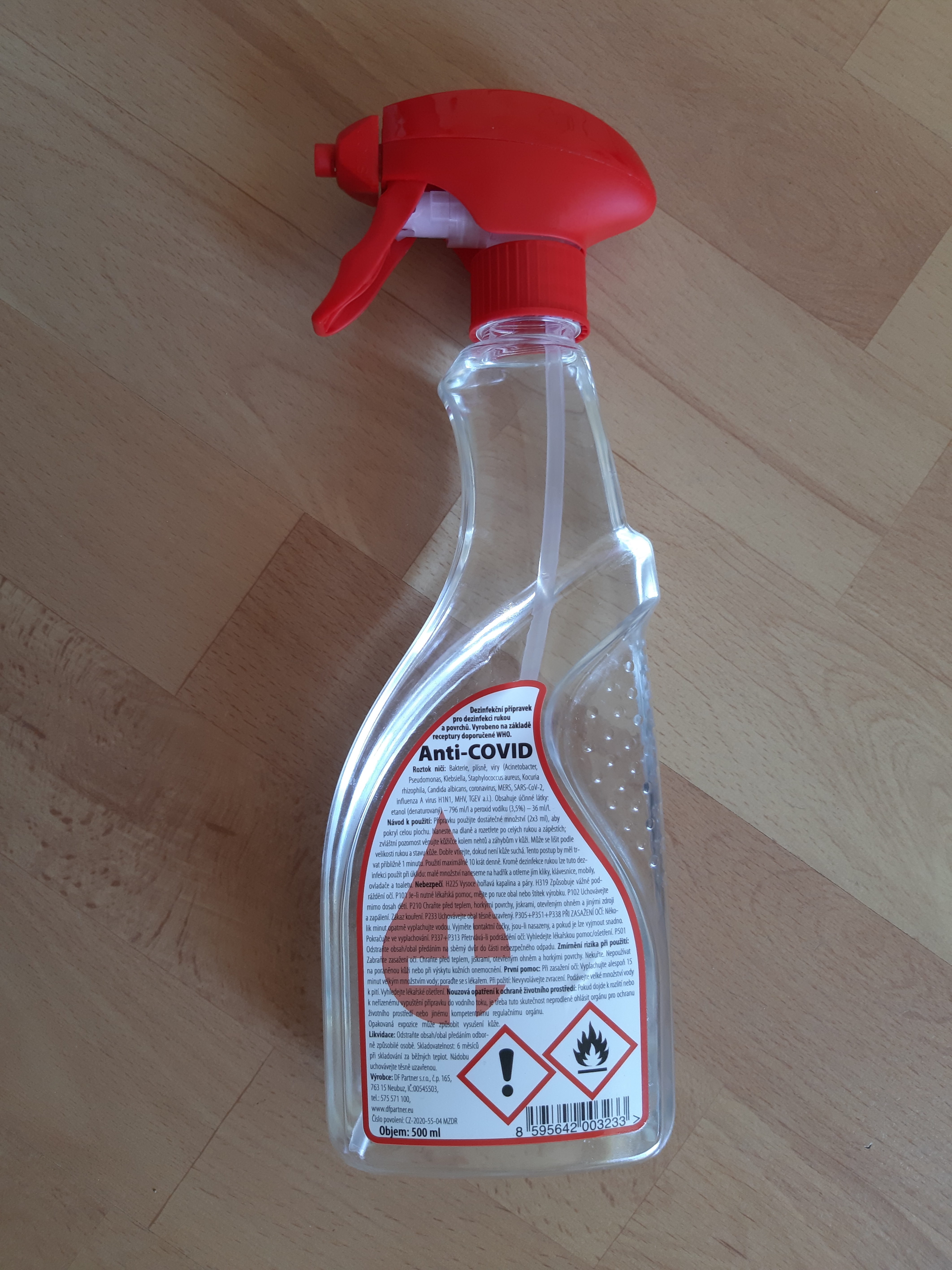
Antivirotická, antibakteriální a antimykotická dezinfekce založená na kombinaci vysokého obsahu ethanolu a peroxidu vodíku, určená k dezinfekci rukou, především proti koronaviru SARS-CoV-2, způsobujícímu onemocnění covid-19

Jedná se o kompenzaci nákladů zaměstnavatelům, jejichž zaměstnancům byla nařízena karanténa, nebo kde zaměstnavatel musel omezit nebo uzavřít provoz z důvodu vyvolaných nařízeními vlády. Hlavním cílem programu je zabránit propouštění zaměstnanců, k čemuž se také příjemci vyplacených náhrad musí zavázat. Úřady práce poskytují zaměstnavatelům refundaci náhrad mezd včetně povinných odvodů za dobu překážek v práci. Antivirus tak zmírňuje přímé dopady nákazy COVID-19. Program se týká pouze pracovních poměrů při respektování podmínek pro zaměstnavatele.
Program na udržení pracovních míst zaměstnanců mohla vláda vyhlásit na základě § 120 odst. 1 zákona o zaměstnanosti. Antivirus byl vládou České republiky schválený 31. března 2020, a to v rámci vládního usnesení č. 353. Realizátorem Programu Antivirus je Úřad práce (metodická pomoc, poskytování příspěvků).
Refundace je možné čerpat na mzdové náklady, které zaměstnavateli vznikly od 12. března 2020 do konce srpna 2020. Náklady MPSV odhaduje na max. 605 mil. Kč. V jednání je návrh programu Antivirus C, kde stát odpustí firmám do 50 zaměstnanců sociální odvody. Tento návrh ale ještě neposoudil Senát a nepodepsal ho prezident.
Program je rozdělen do dvou režimů. Režim A se vztahuje na případy uzavření či omezení provozu v důsledku opatření vydaných vládou, Ministerstvem zdravotnictví nebo hygienickou stanicí (Antivirus Plus) a dále na případy, kdy je zaměstnanci nařízena karanténa. Uznatelným výdejem je mzda vyplacená zaměstnanci plus odpovídající výše zákonných odvodů. Výše příspěvku se liší podle typu překážky, obsahuje horní limit a časové omezení.
Režim B se aplikuje při překážkách v práci na straně zaměstnavatele, které jsou vyvolané hospodářskými potížemi (výpadek 30% a více zaměstnanců, omezení dostupnosti vstupů či poptávky po službách nebo výrobcích).

## Grafy
Týdenní úmrtí bez ohledu na příčinu v Česku, na základě dat z mortality.org, stmf.csv, 3týdenní klouzavý průměr:

## Galerie

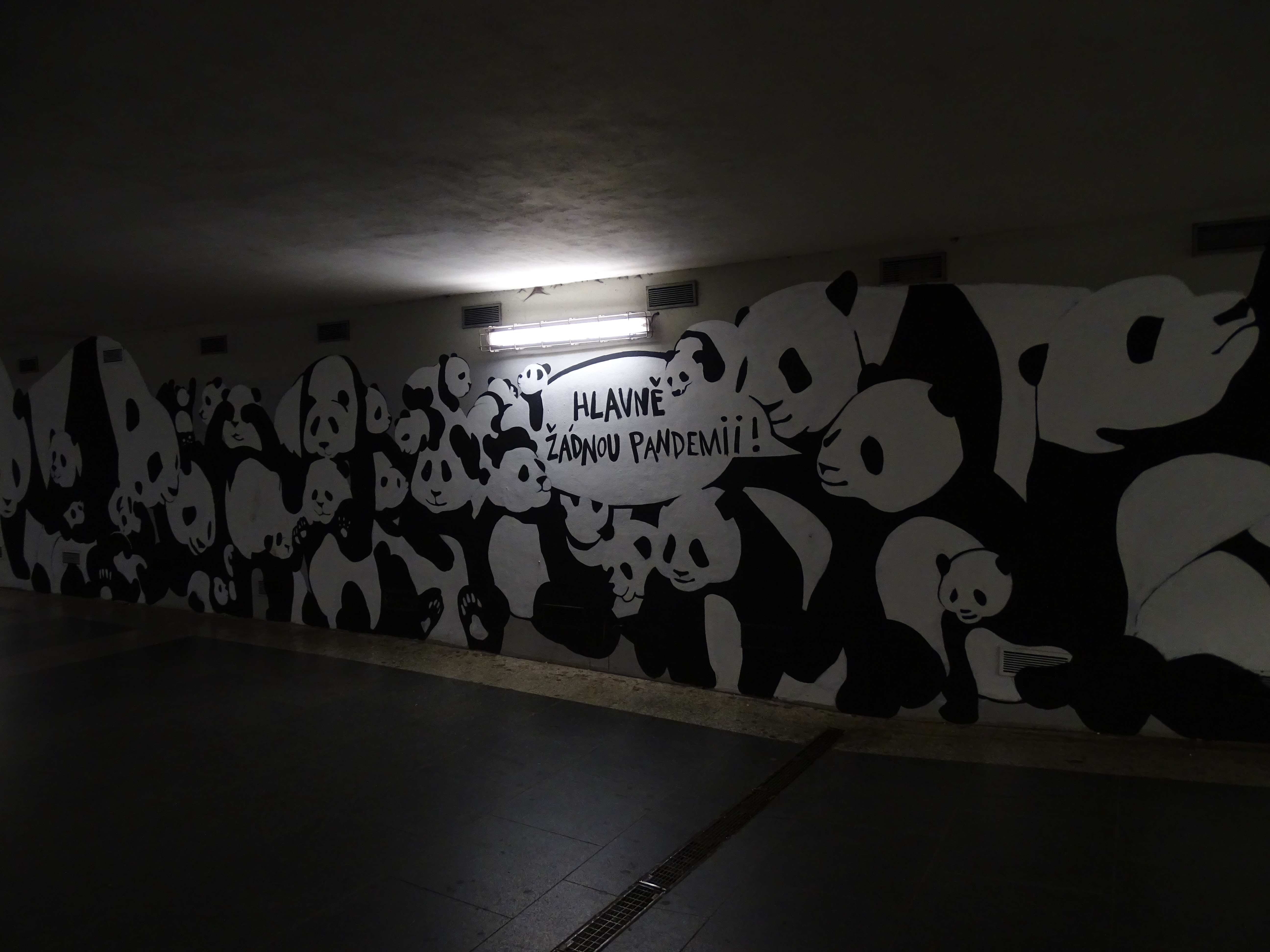
Výmalbu Pandemie navrhla a vytvořila v podchodu u stanice metra Ládví sochařka a výtvarnice Josefína Jonášová v září 2015
- Informační leták vydaný Ministerstvem zdravotnictví
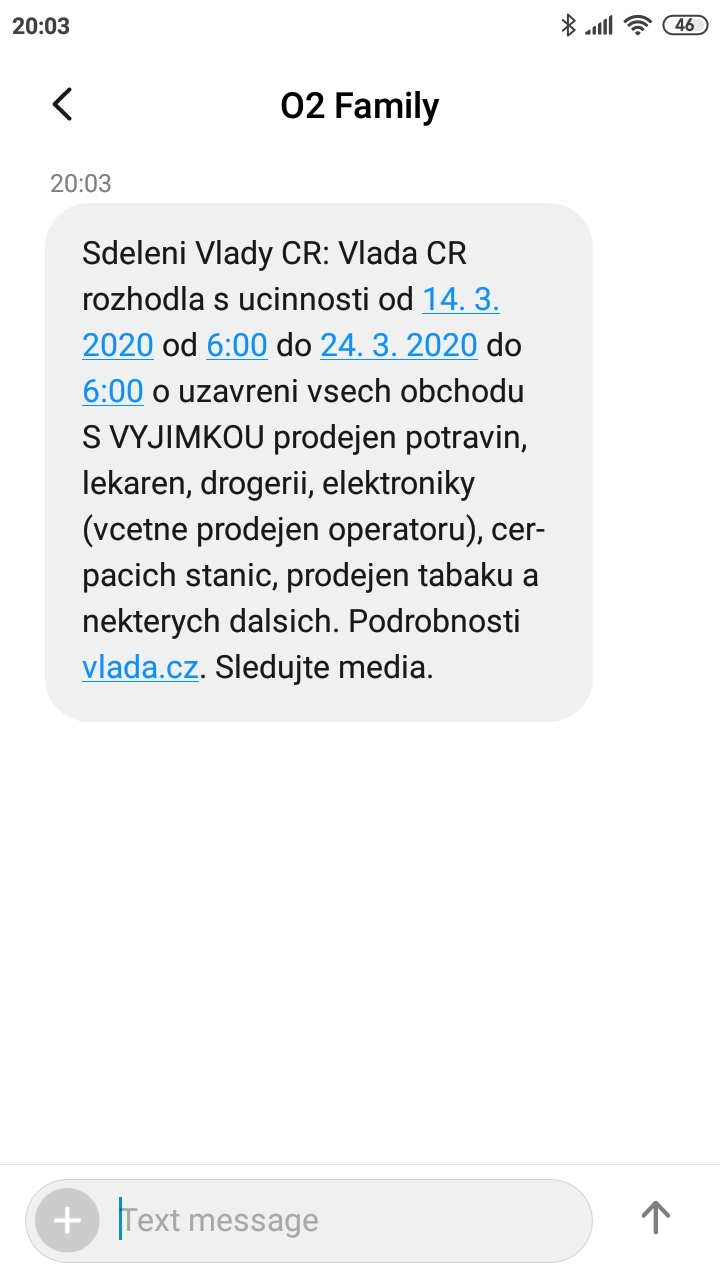
SMS upozorňující na uzavření vybraných obchodů v souvislostí s covidem-19
- Ukázka výroby roušky bez šití
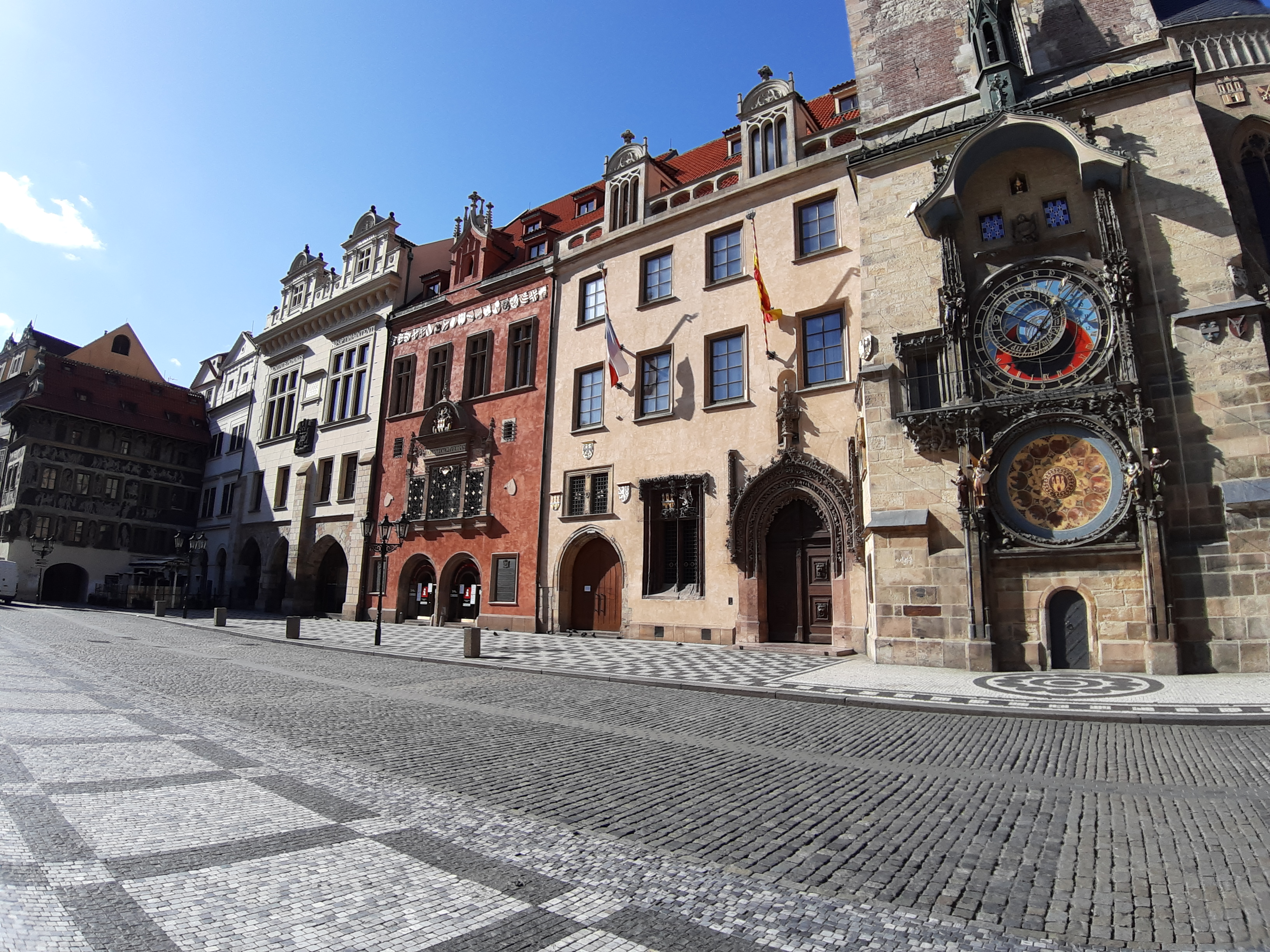
Praha, Staroměstský orloj bez turistů (březen 2020)
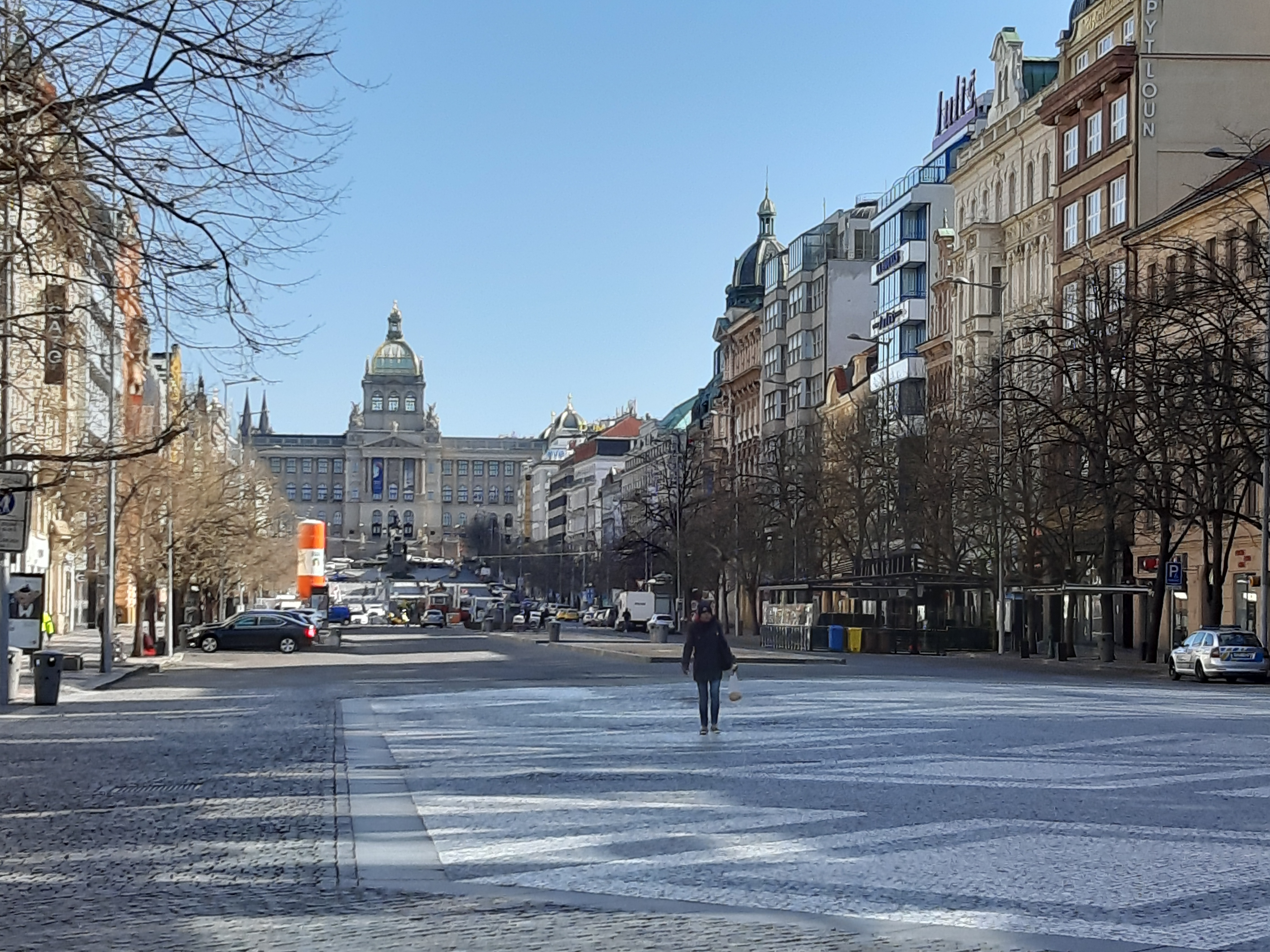
Praha, Václavské náměstí bez turistů (březen 2020)
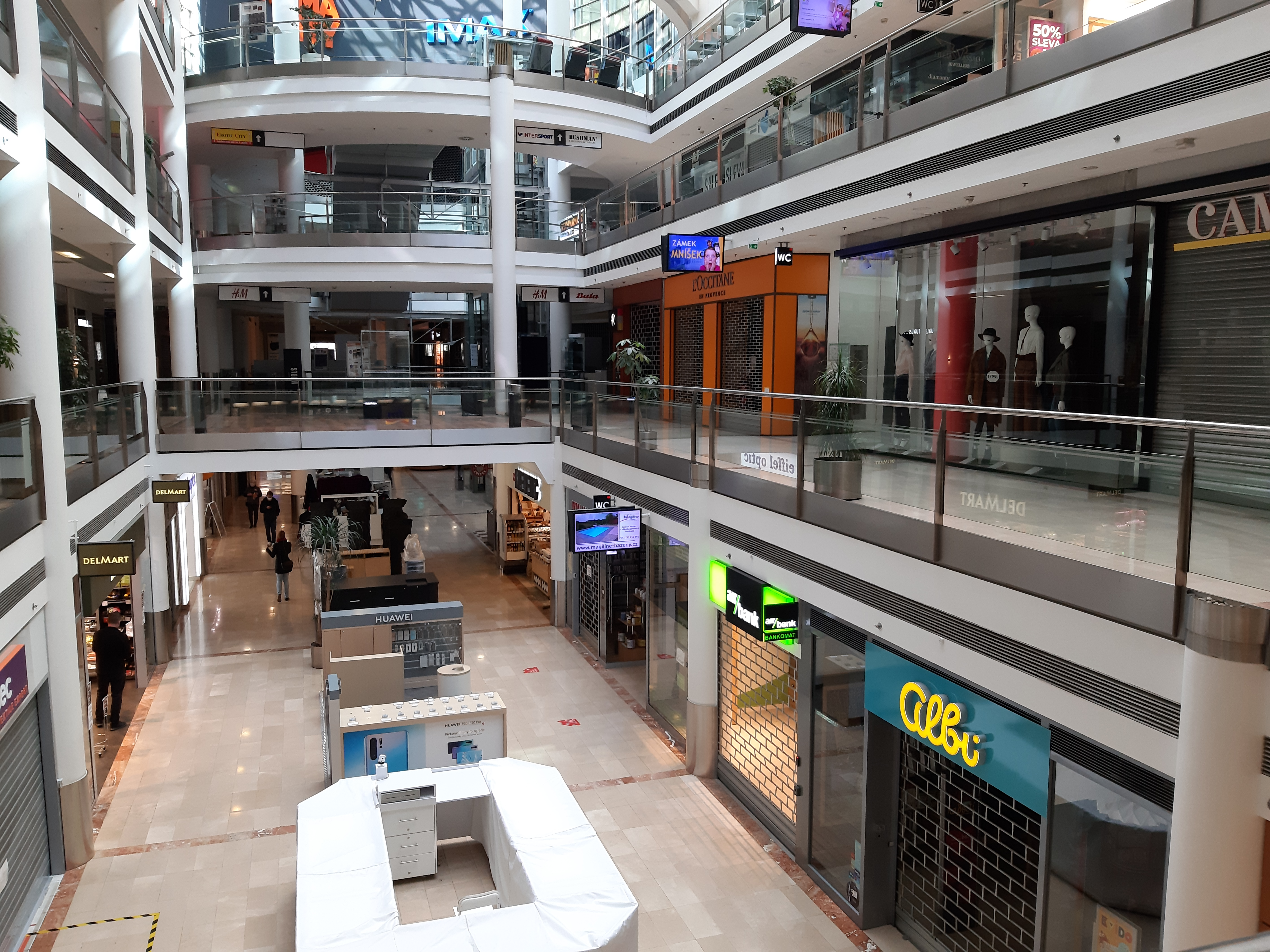
Praha, obchodní centrum Flora v době karantény (březen 2020)
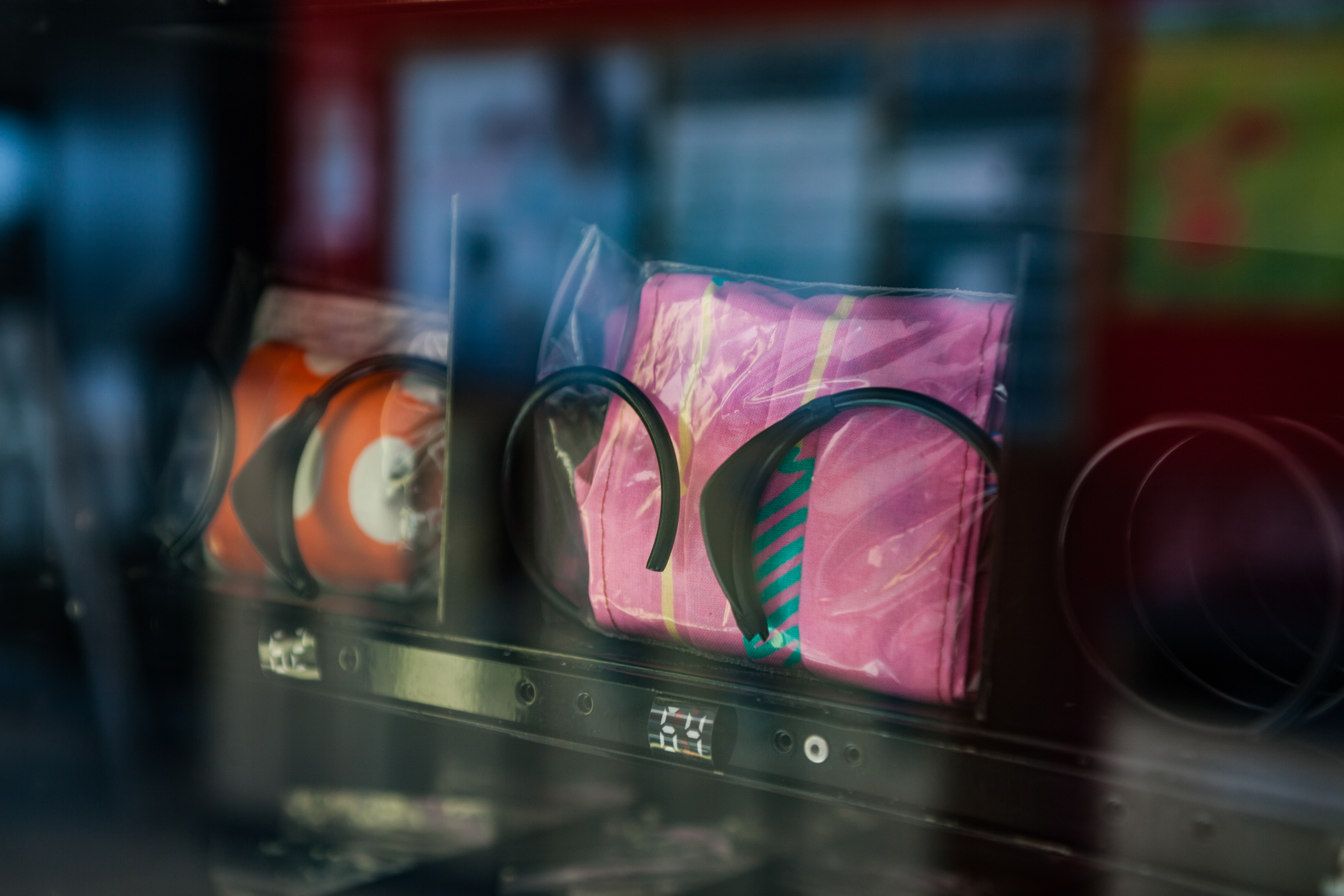
Rouška z rouškomatu
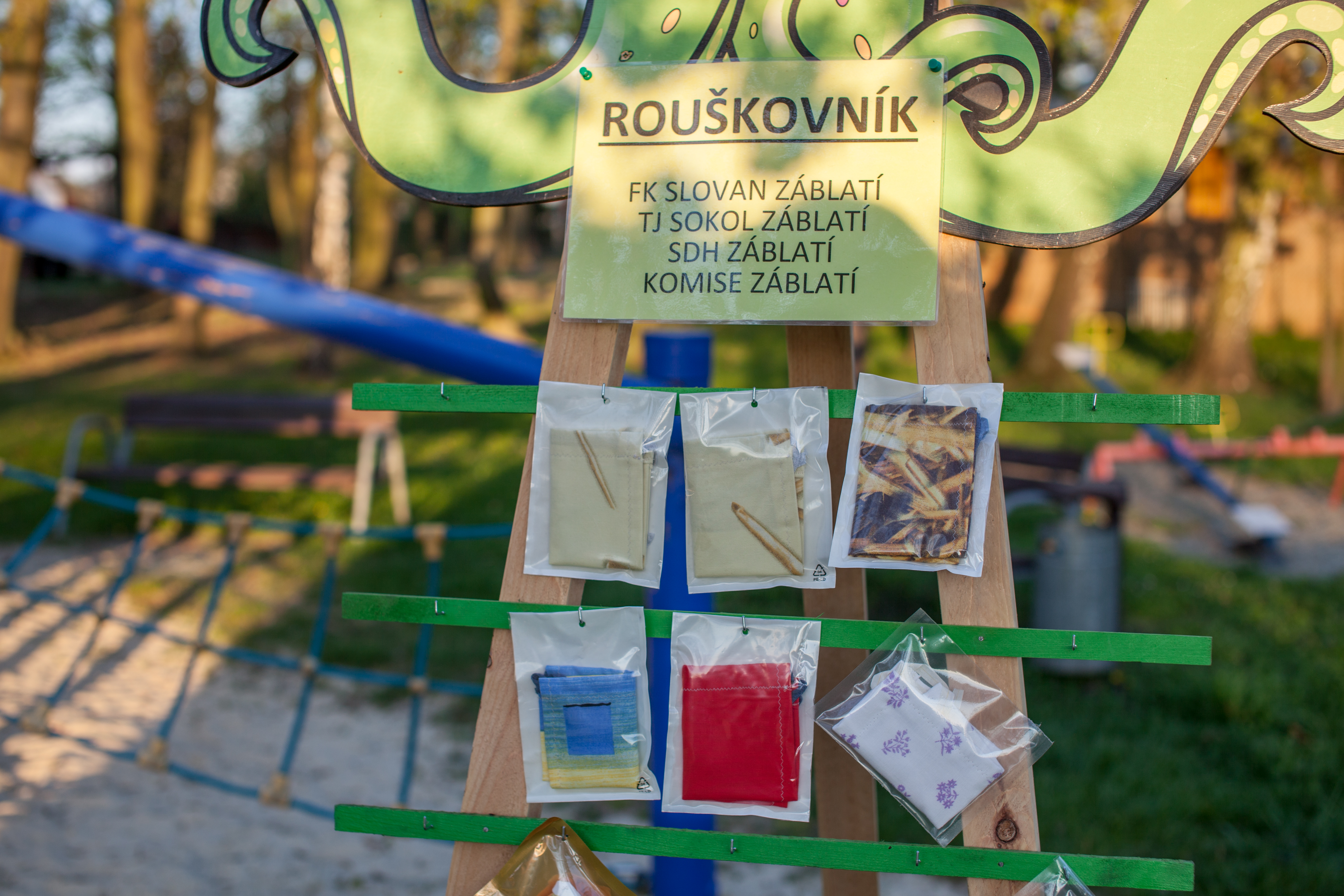
„Rouškovník“ – stojan s rouškami k rozebrání v Záblatí (22. dubna 2020)
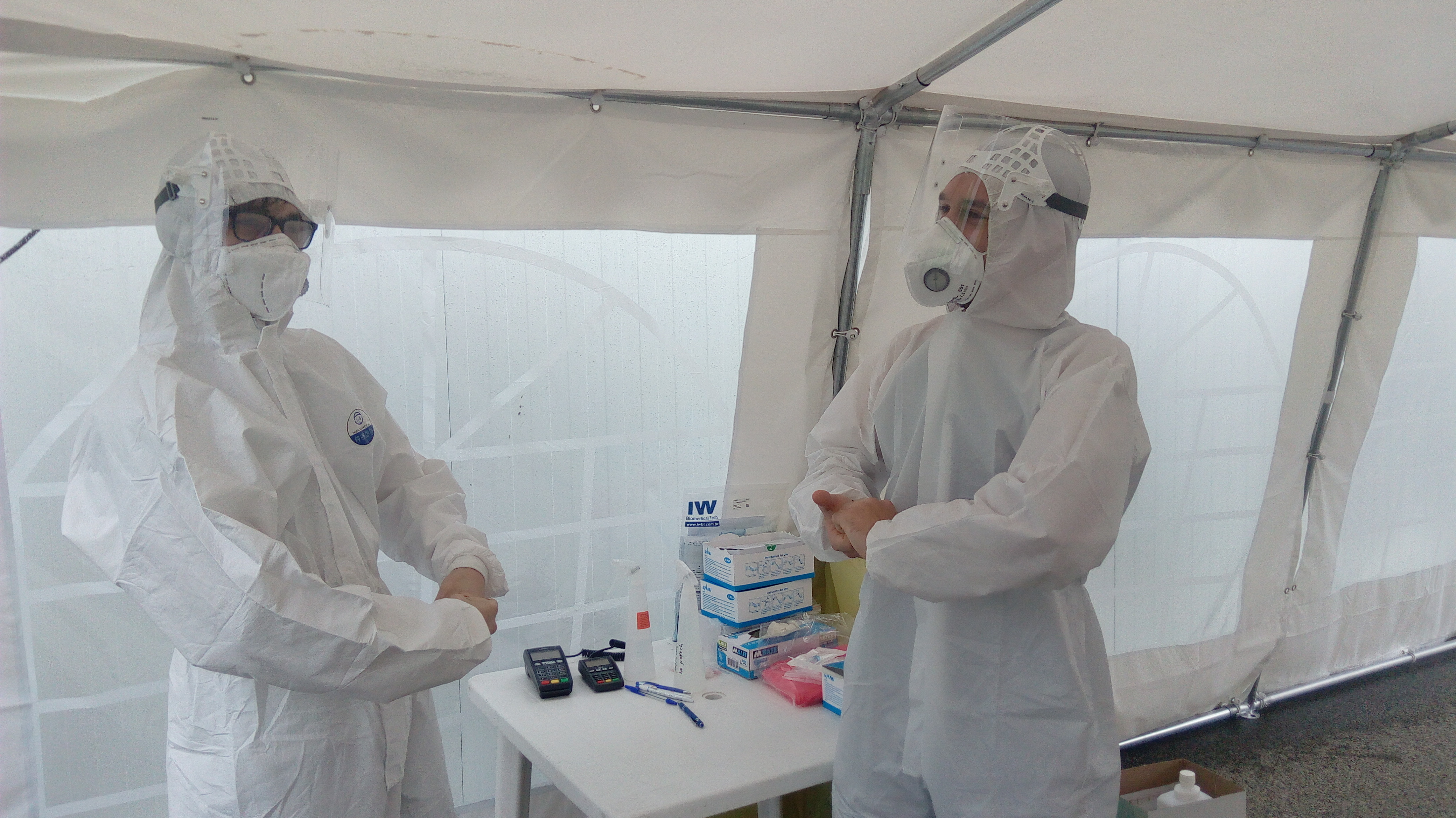
Pracovníci odběrového místa v Českých Budějovicích
Sdílení polohy v aplikaci Mapy.cz
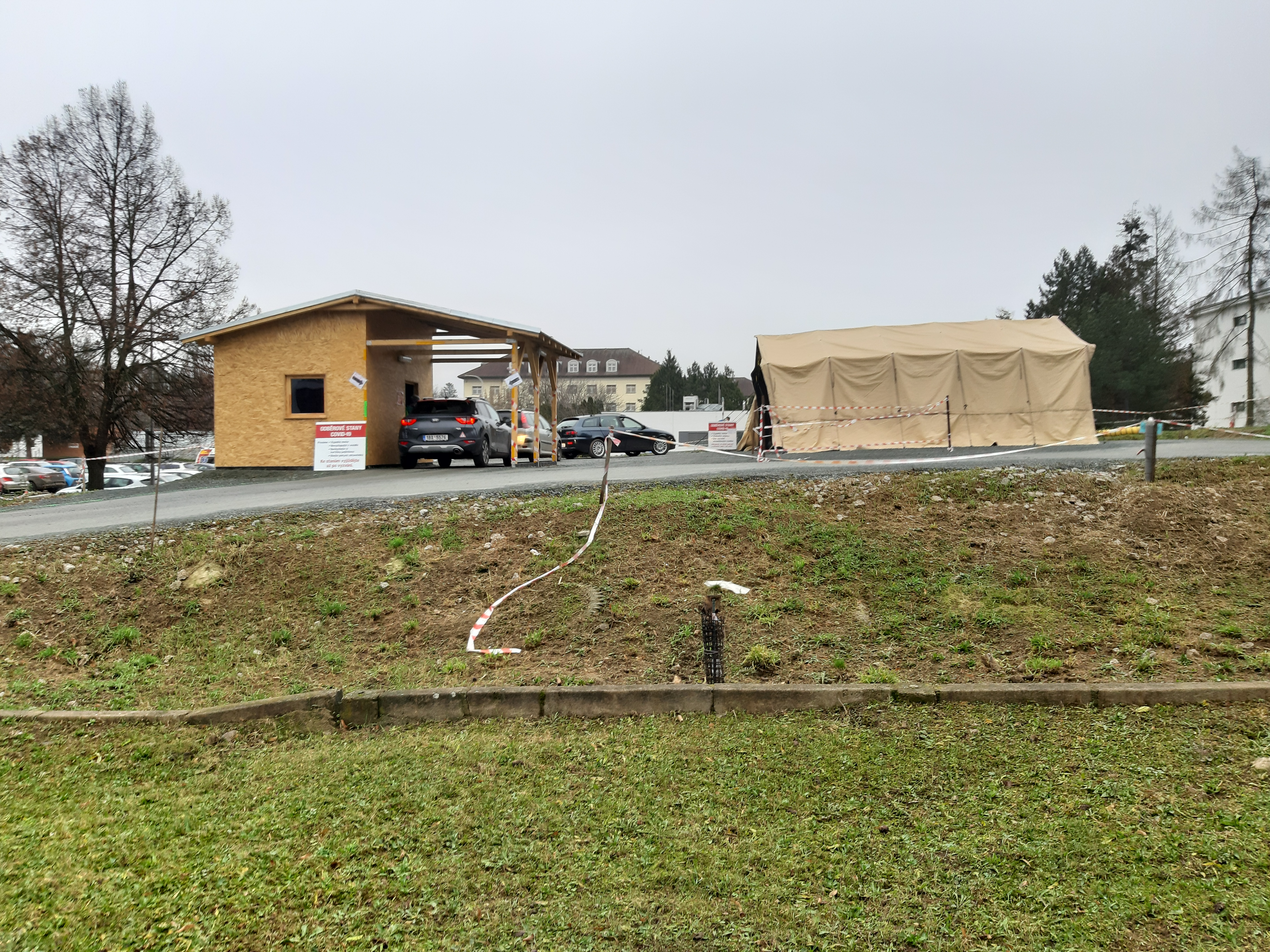
Stany pro "drive-in" odběry vzorků - FN Bohunice (Brno)
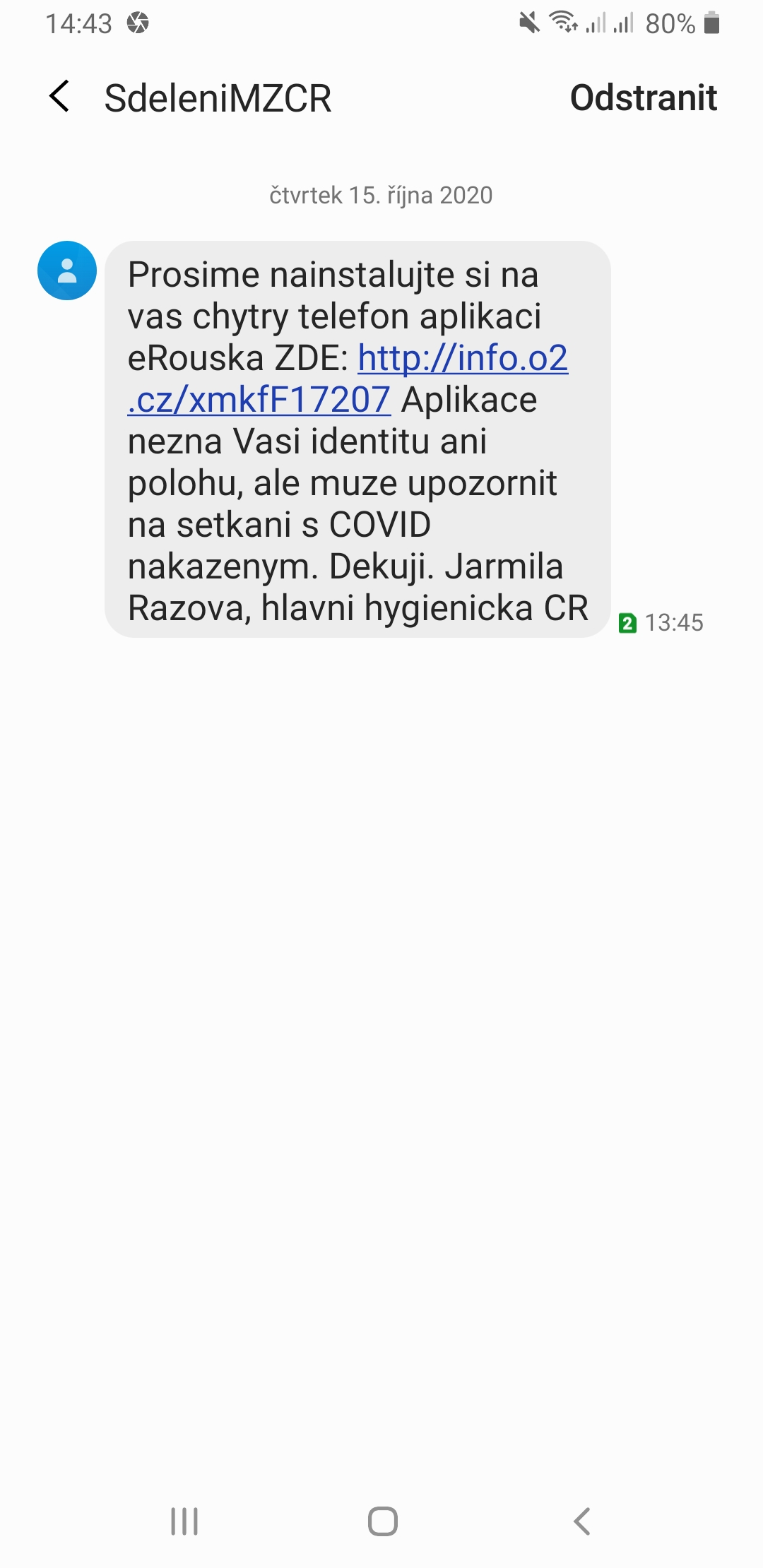
Jarmila Rážová – s pomocí mobilních operátorů – apeluje na uživatele chytrých telefonů se žádostí o instalaci aplikace eRouška.
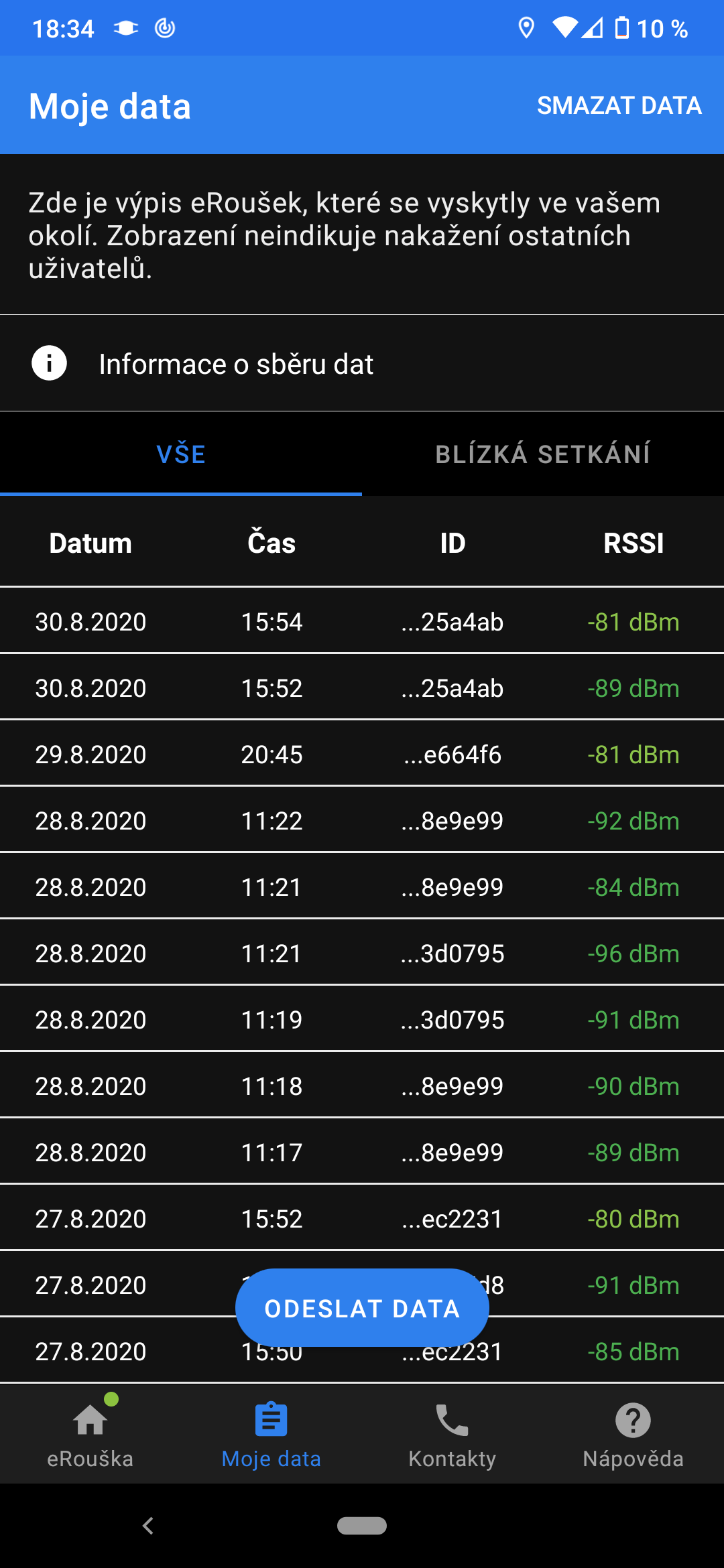
Zaznamenaná data v aplikaci eRouška verze 1.x
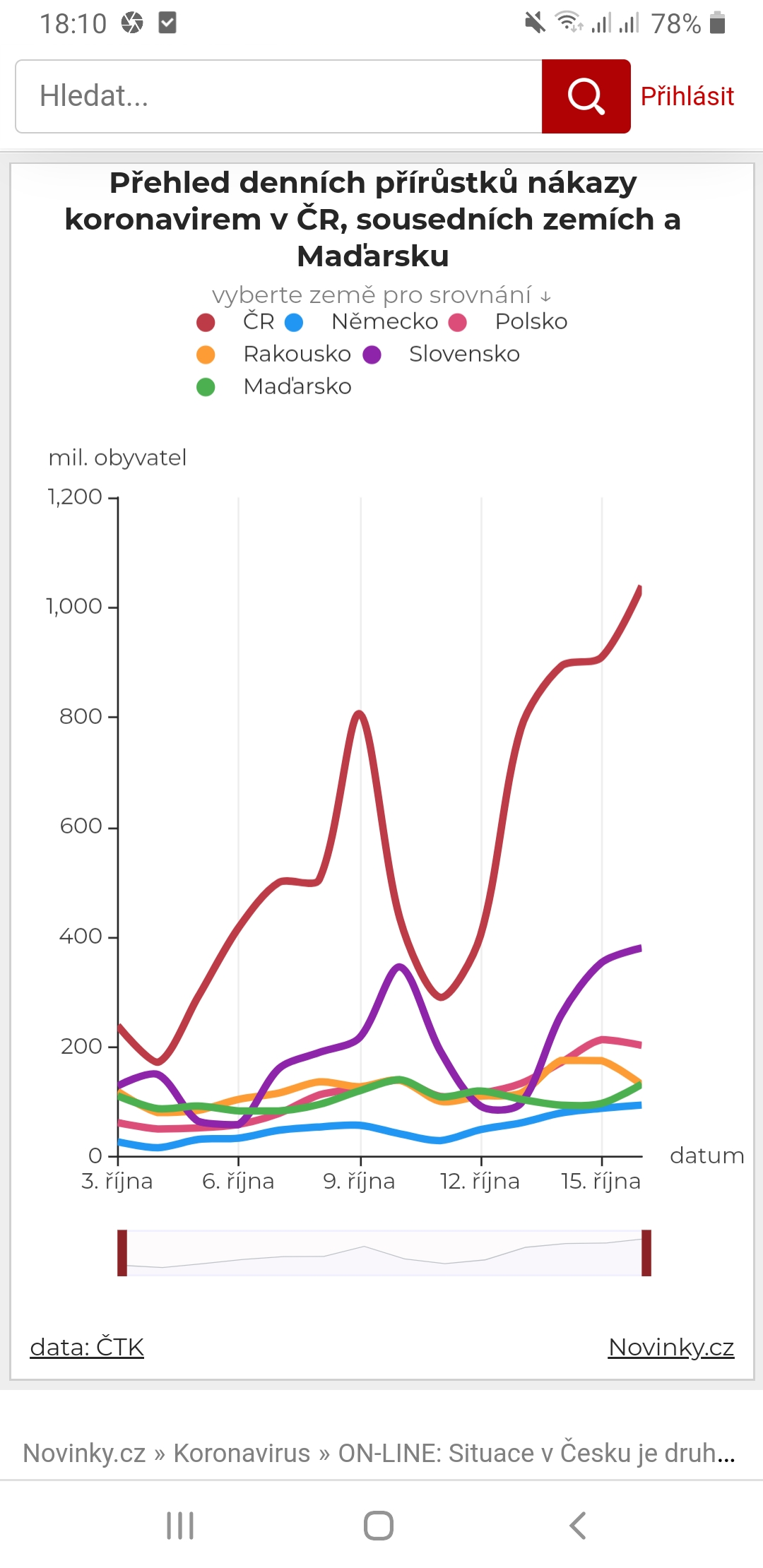
Graf znázorňuje denní přírůstky nákazy k-virem: v ČR, sousedních státech a v Maďarsku.
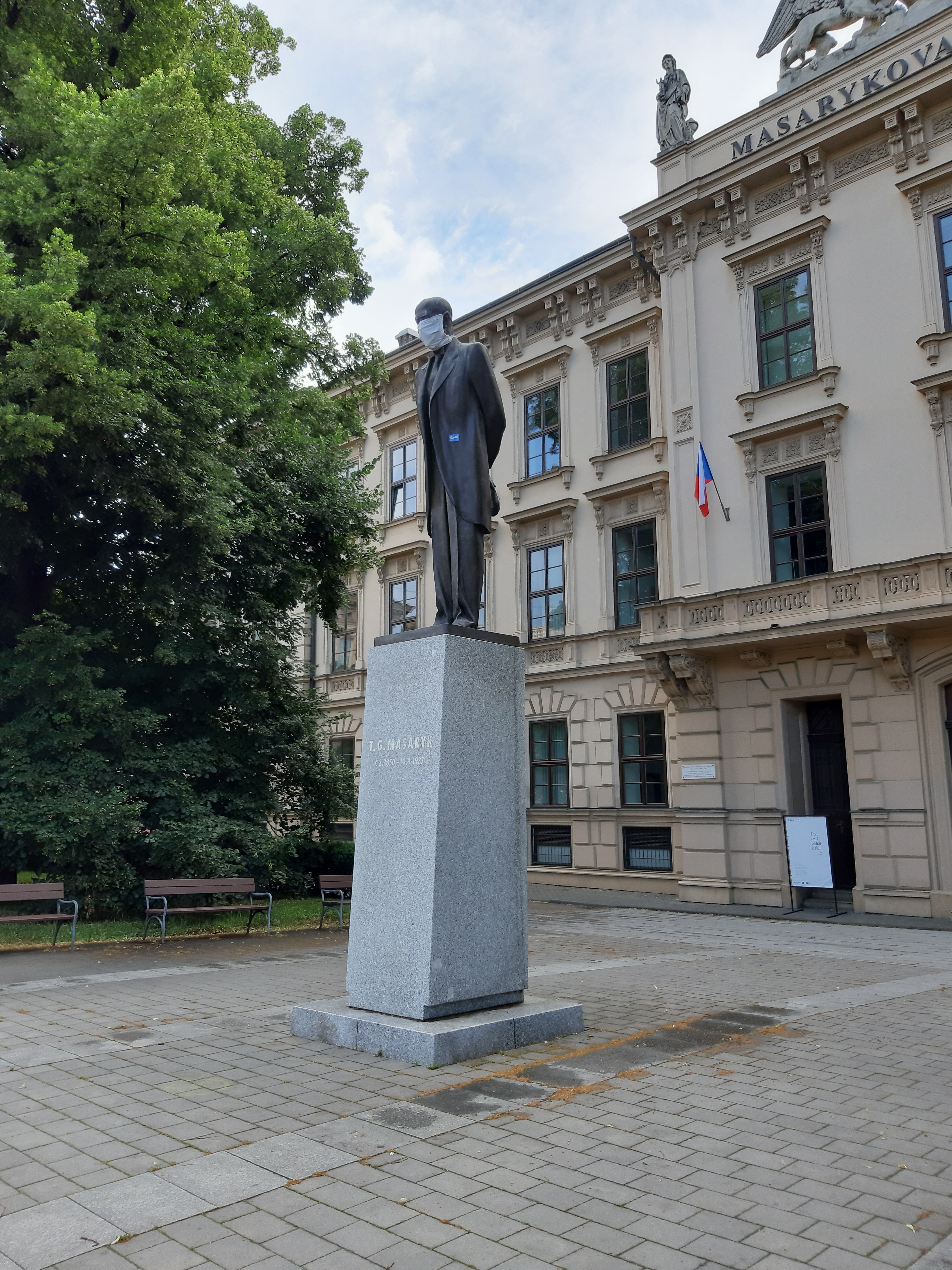
Socha Tomáše Garrigue Masaryka před budovou Masarykovy univerzity v Brně s rouškou
- Video znázorňující celý průběh pandemie v českých okresech
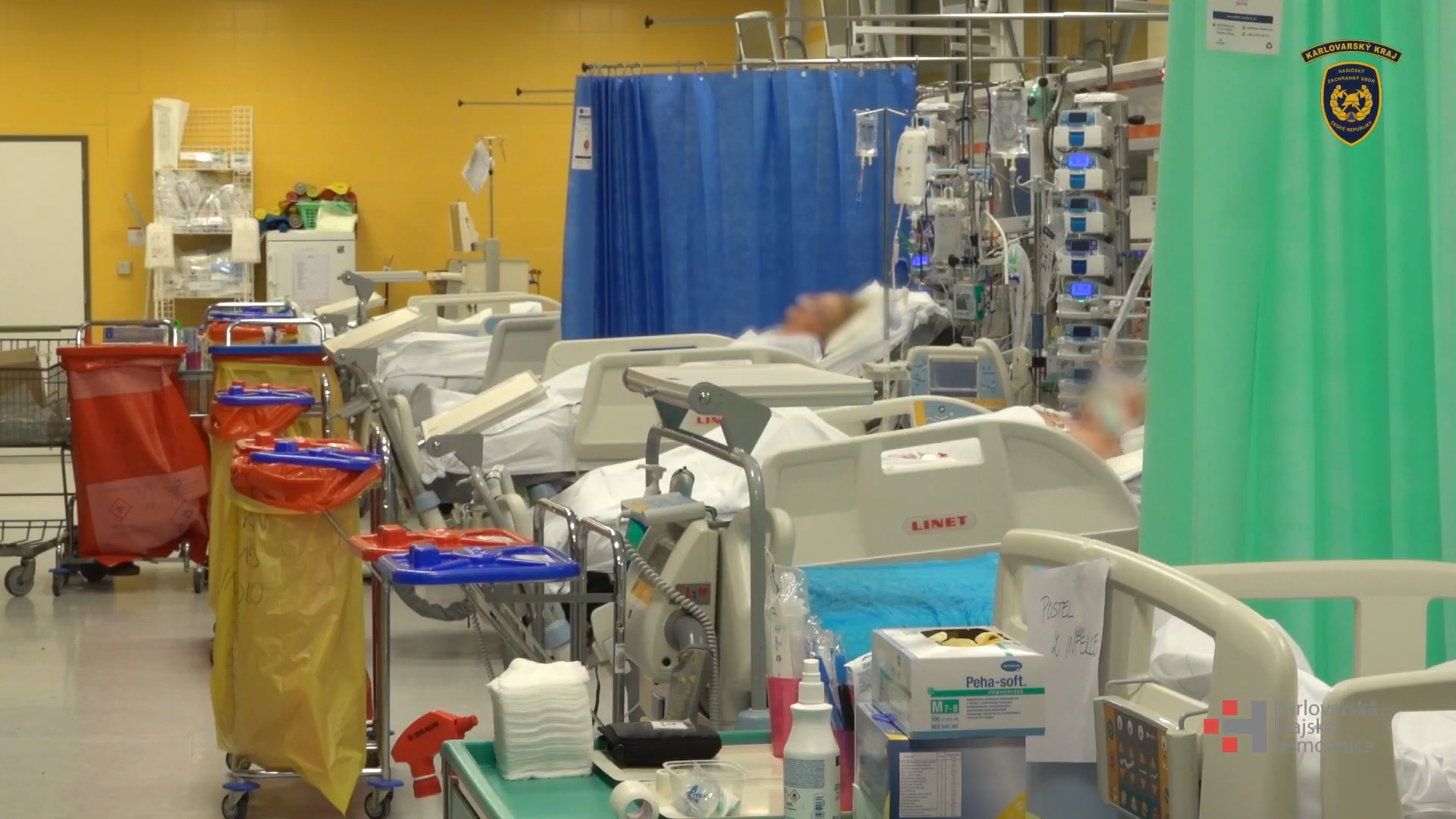
Covidová jednotka, krajská nemocnice Karlovy Vary
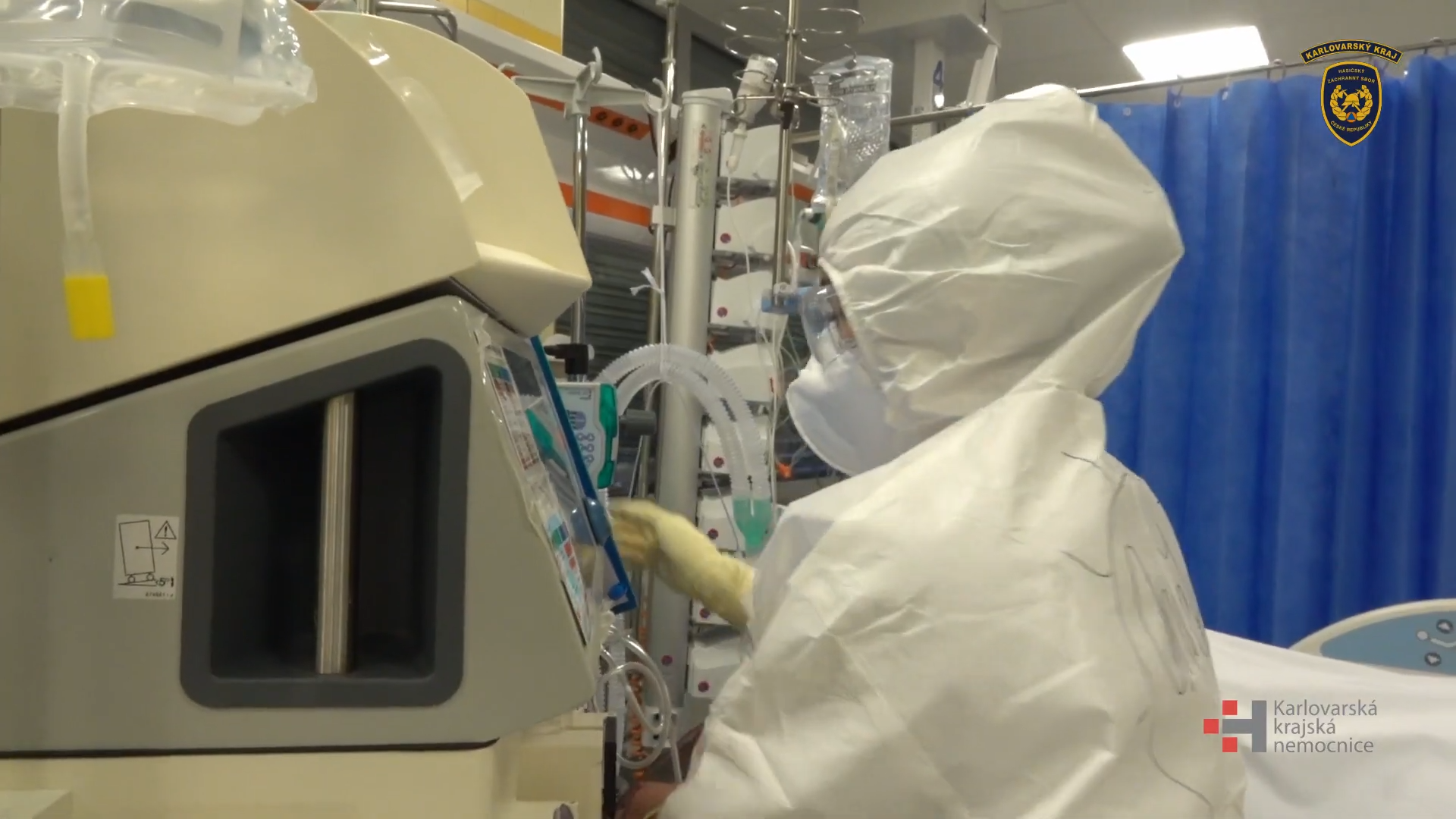
Covidová jednotka, krajská nemocnice Karlovy Vary
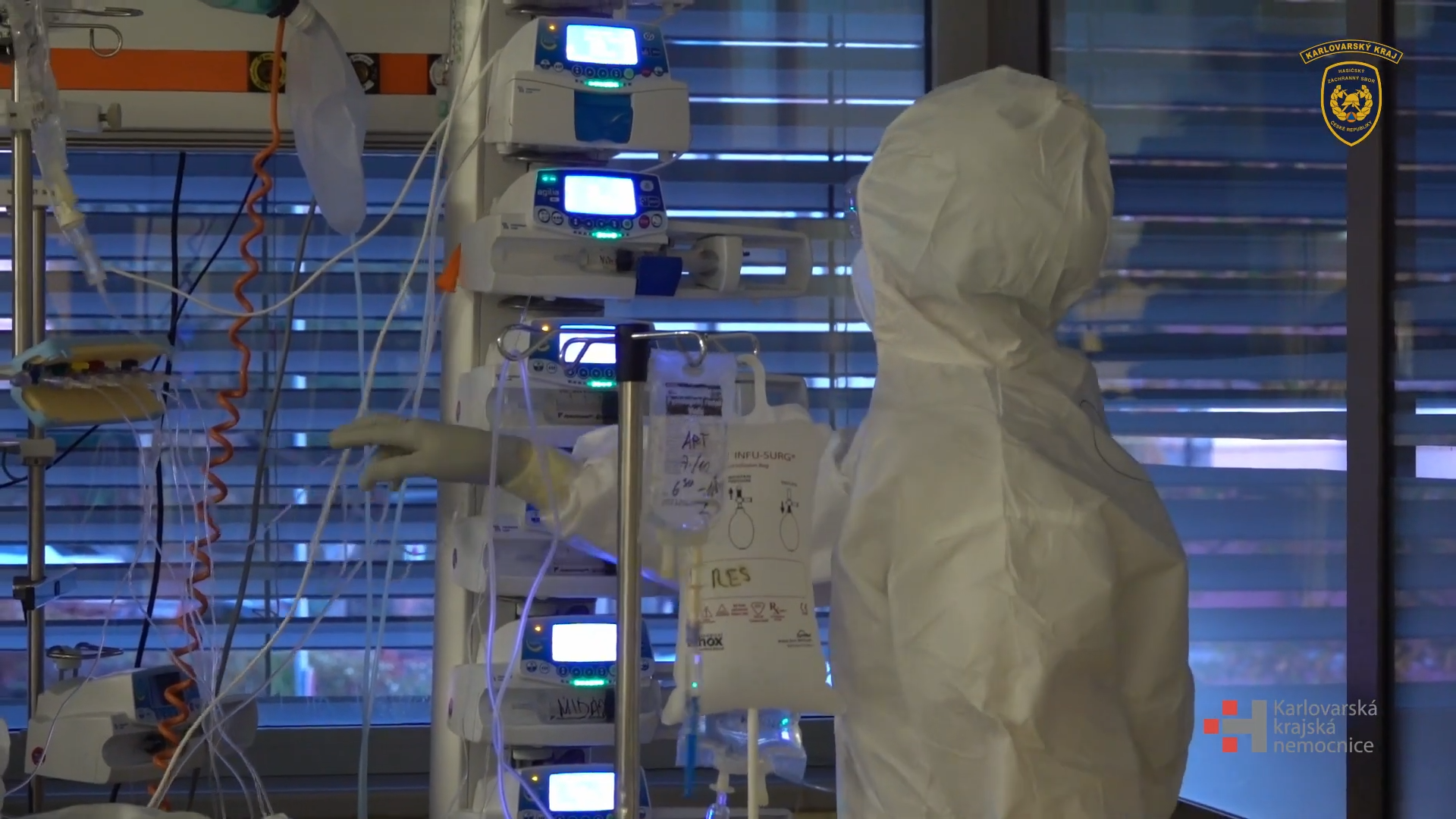
Covidová jednotka, krajská nemocnice Karlovy Vary
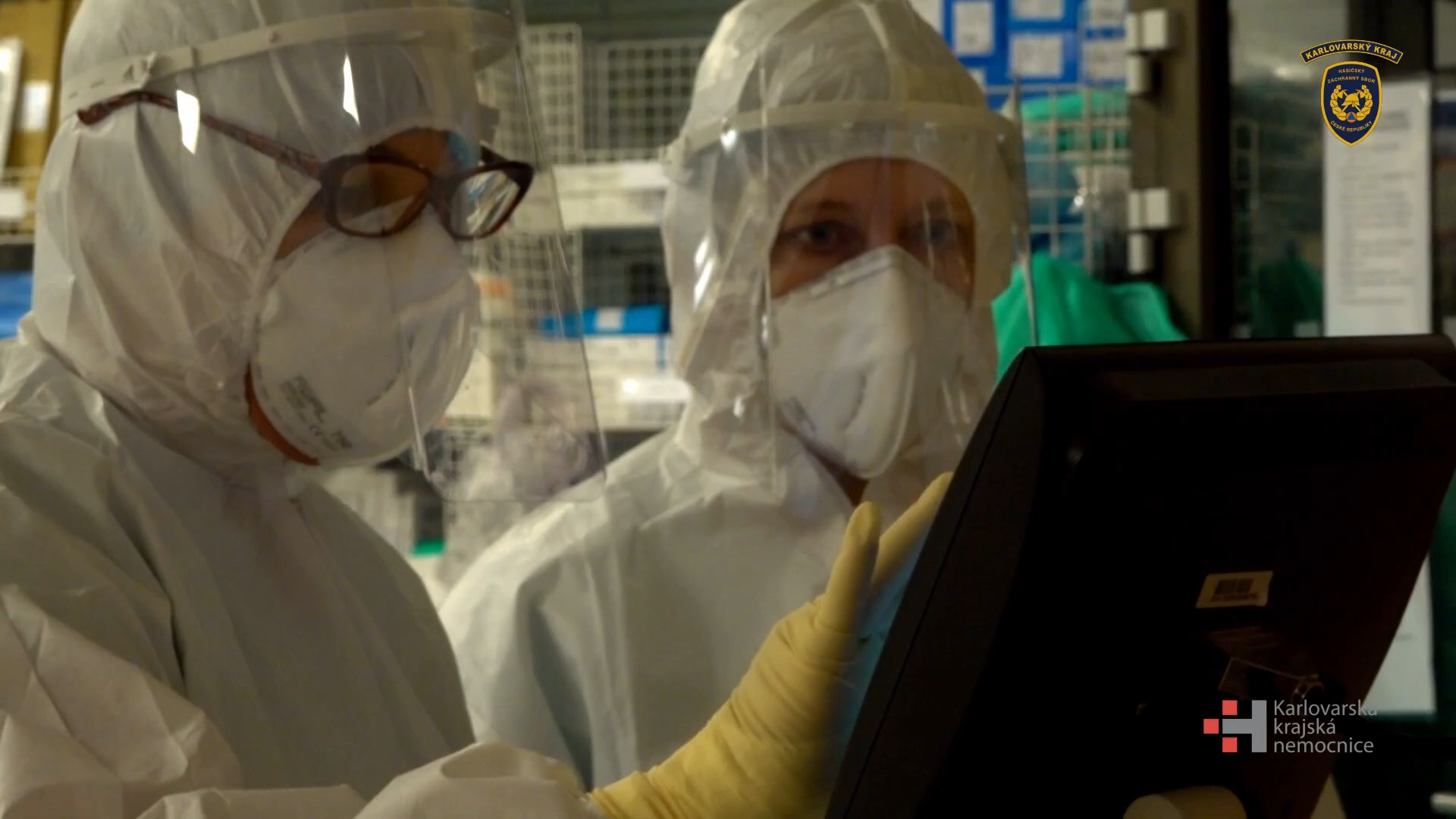
Covidová jednotka, krajská nemocnice Karlovy Vary
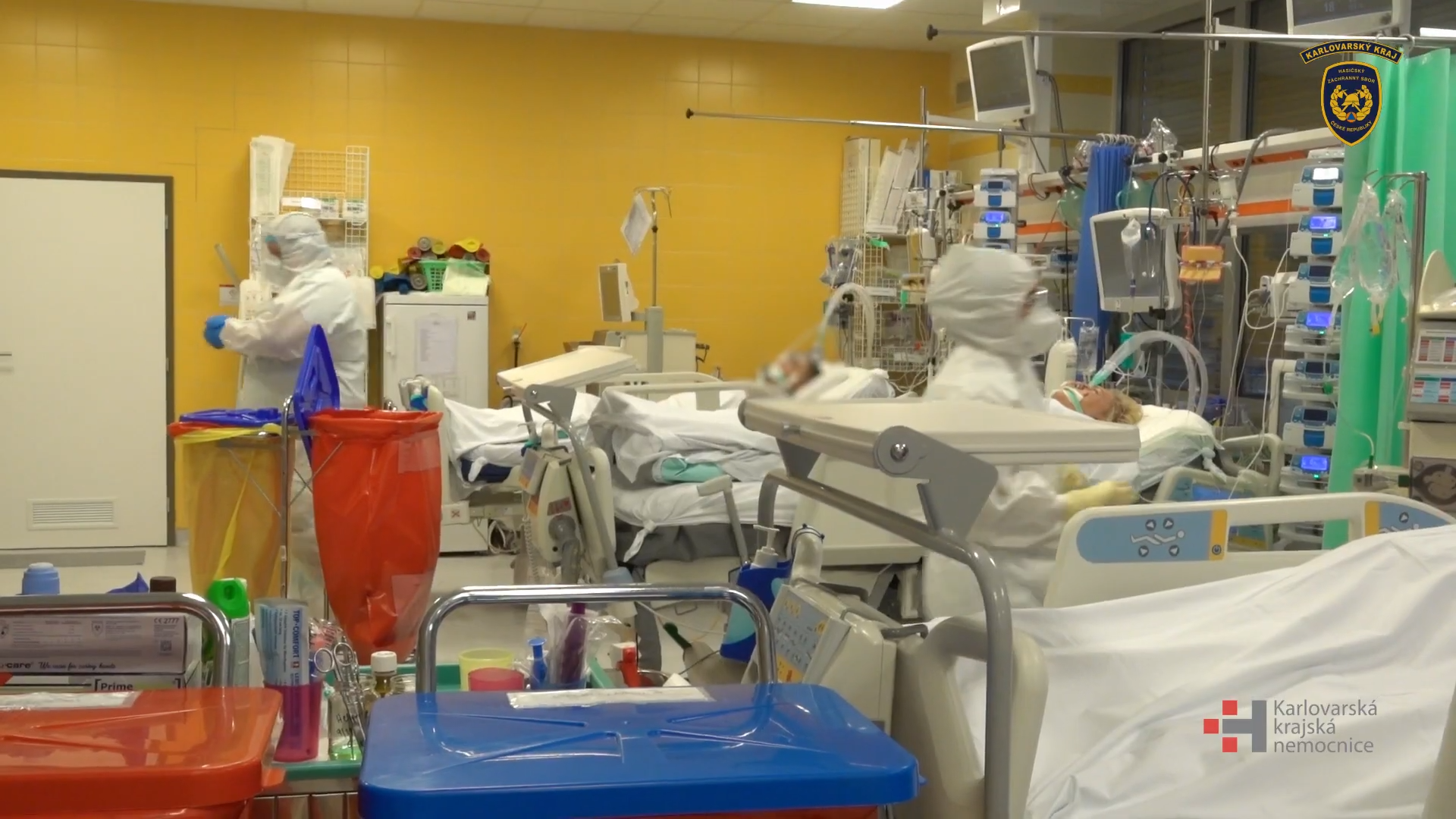
Covidová jednotka, krajská nemocnice Karlovy Vary
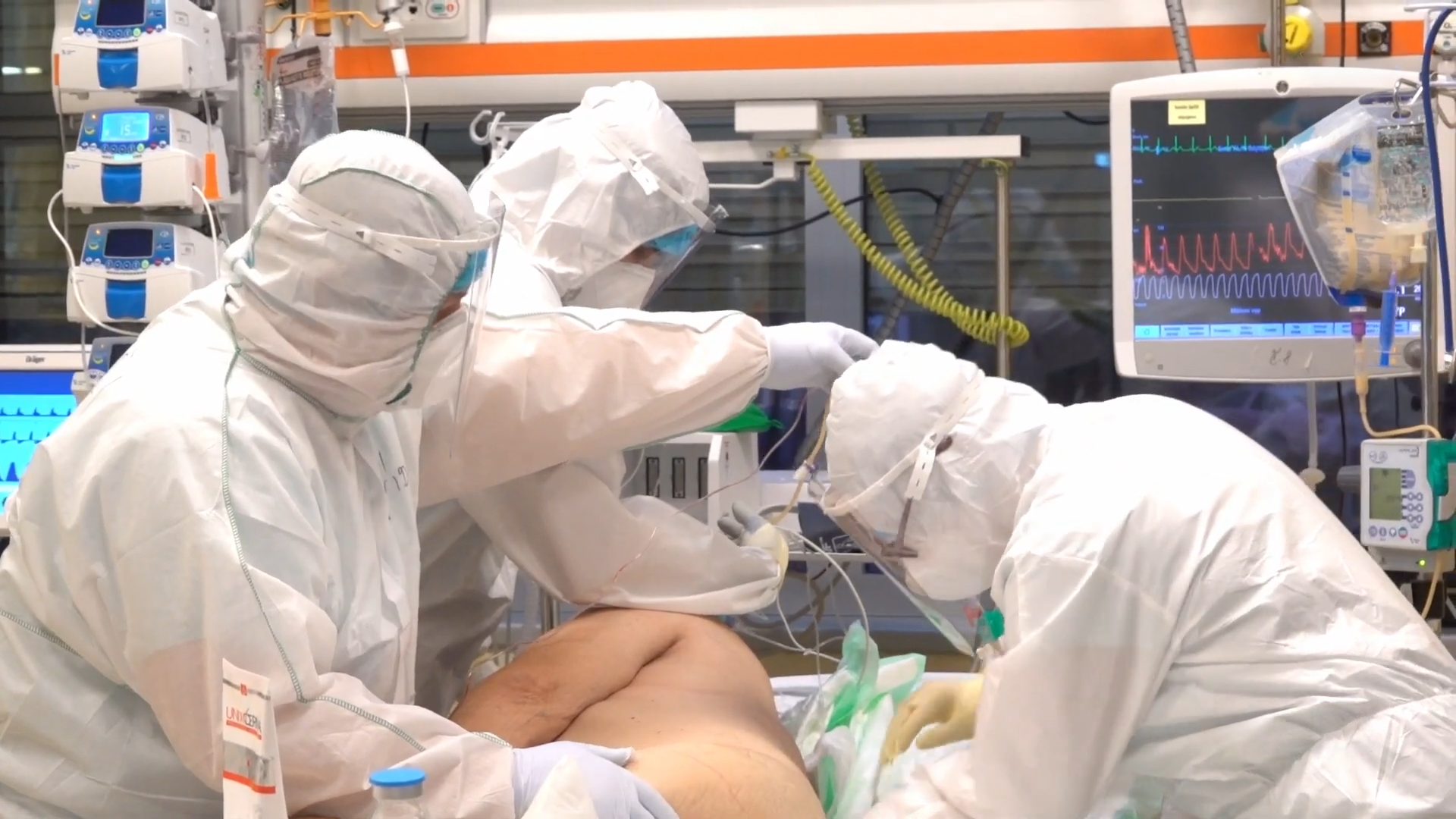
Covidová jednotka, krajská nemocnice Karlovy Vary
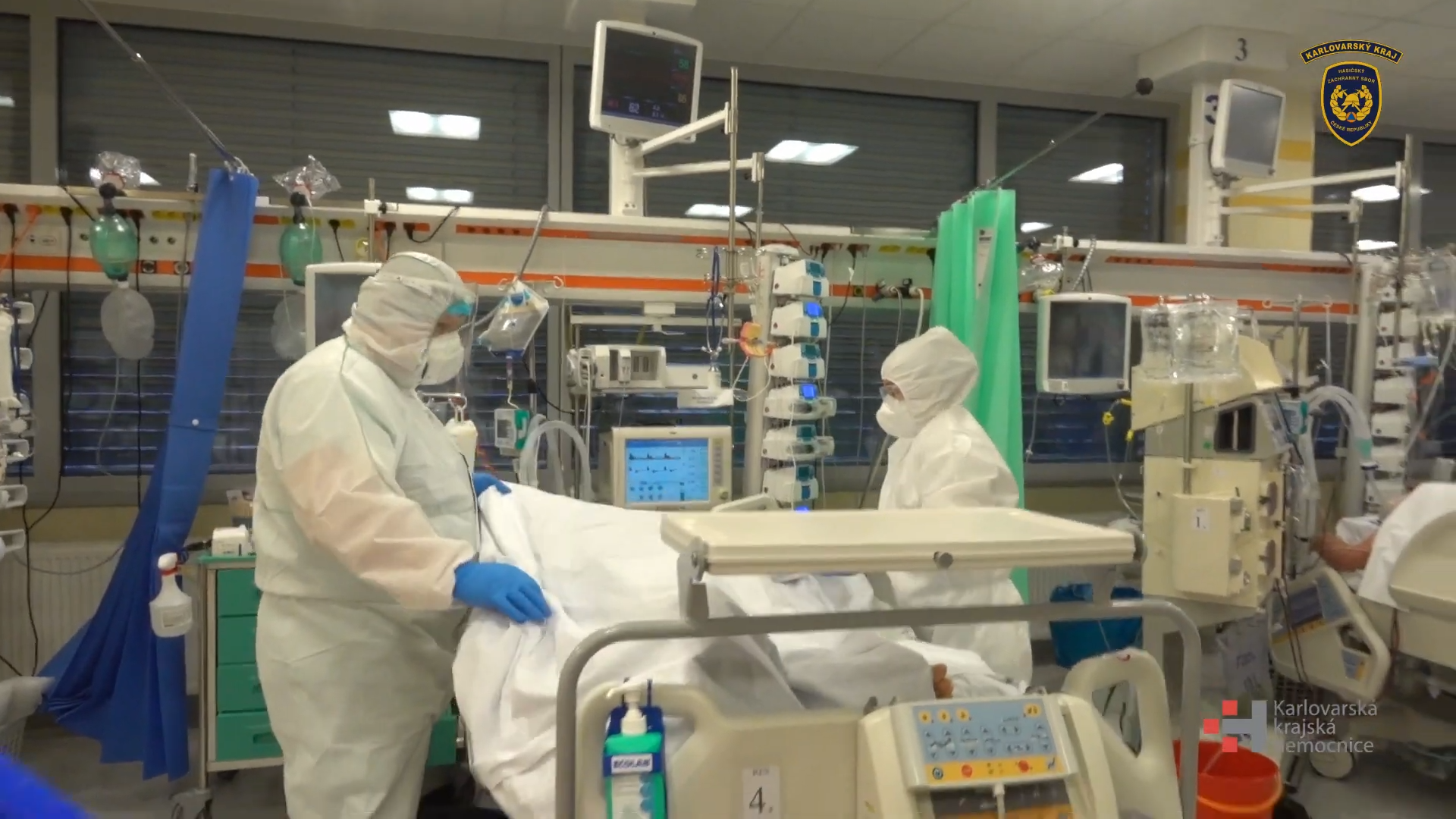
Covidová jednotka, krajská nemocnice Karlovy Vary
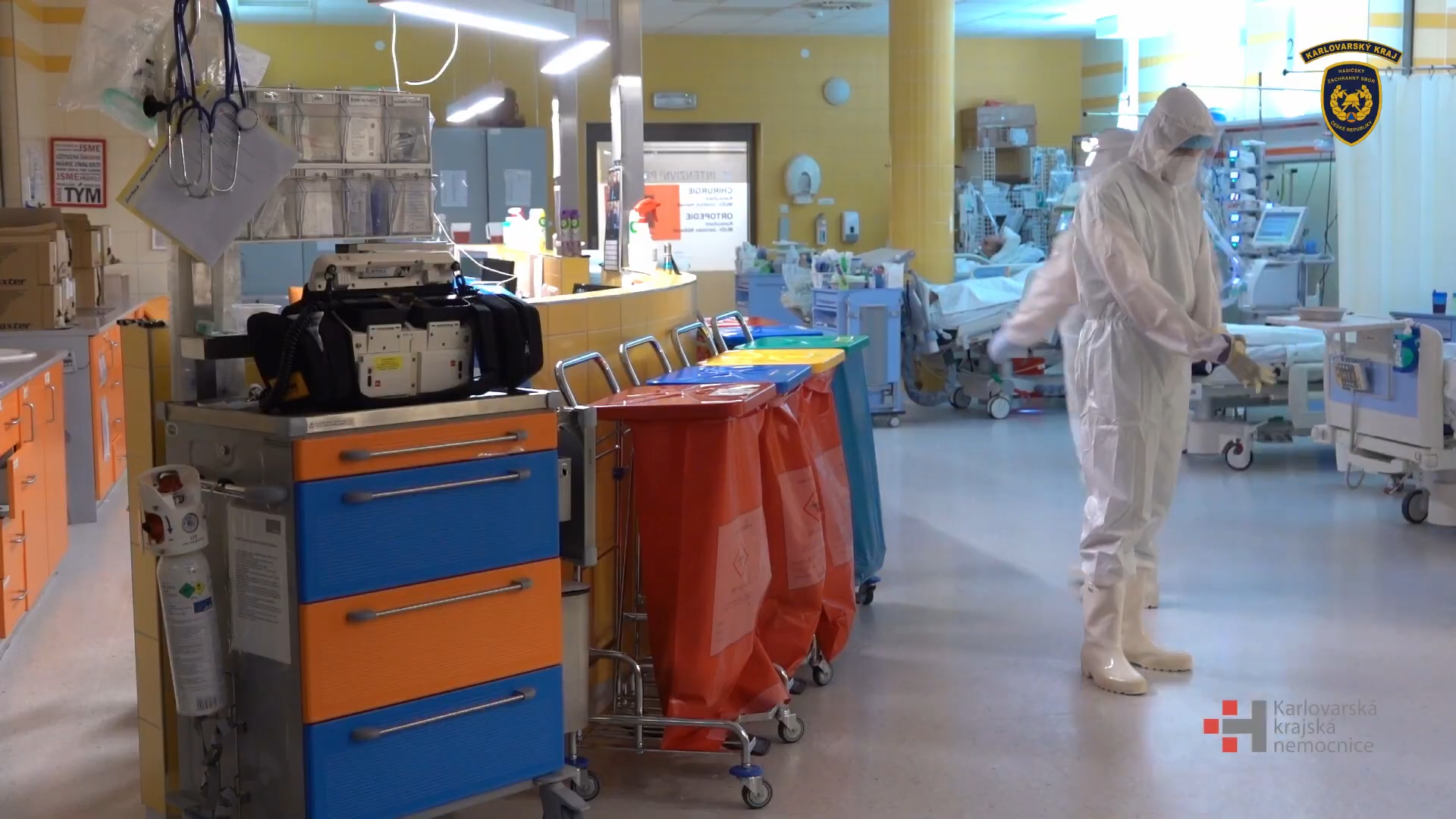
Covidová jednotka, krajská nemocnice Karlovy Vary
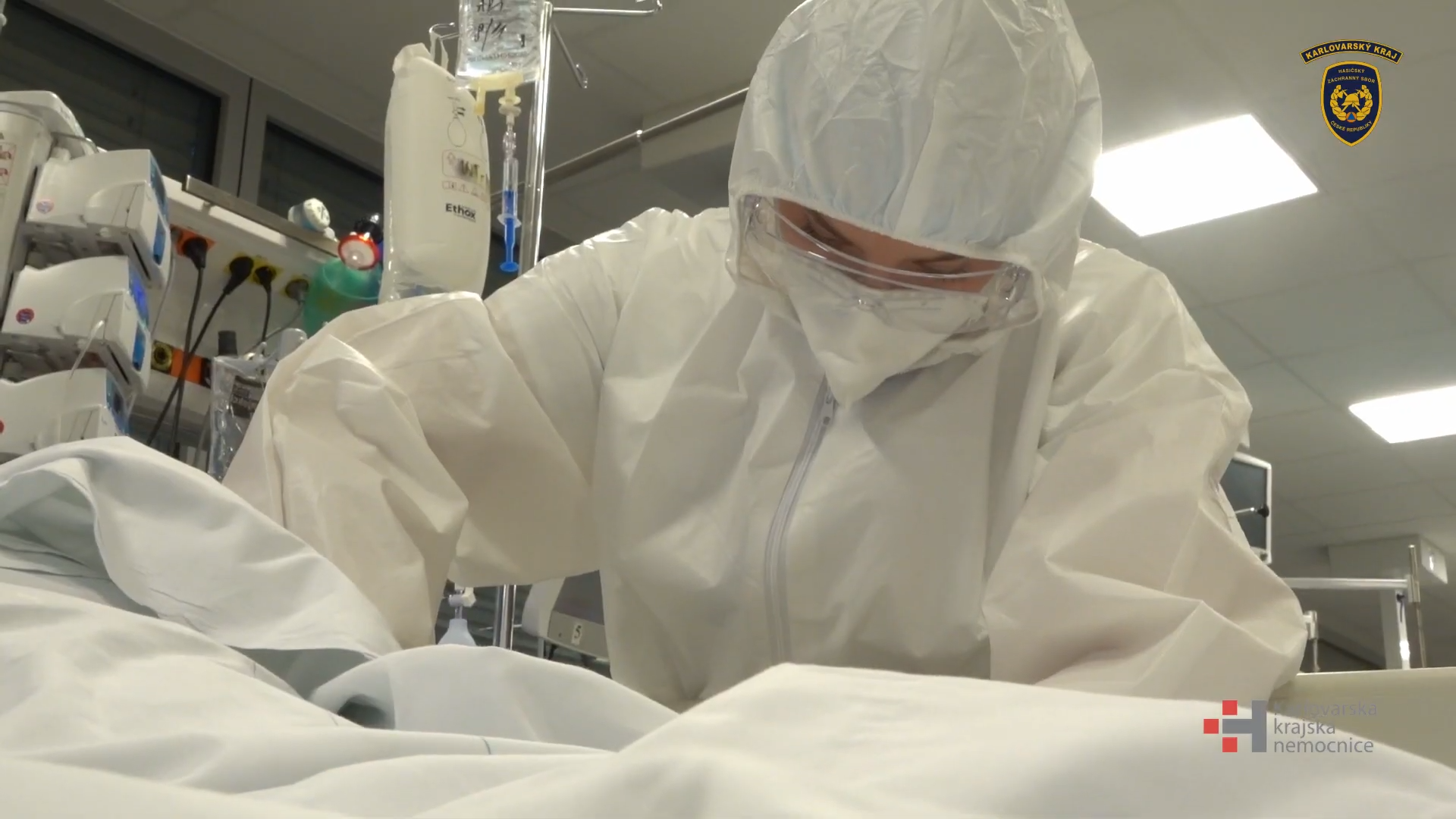
Covidová jednotka, krajská nemocnice Karlovy Vary
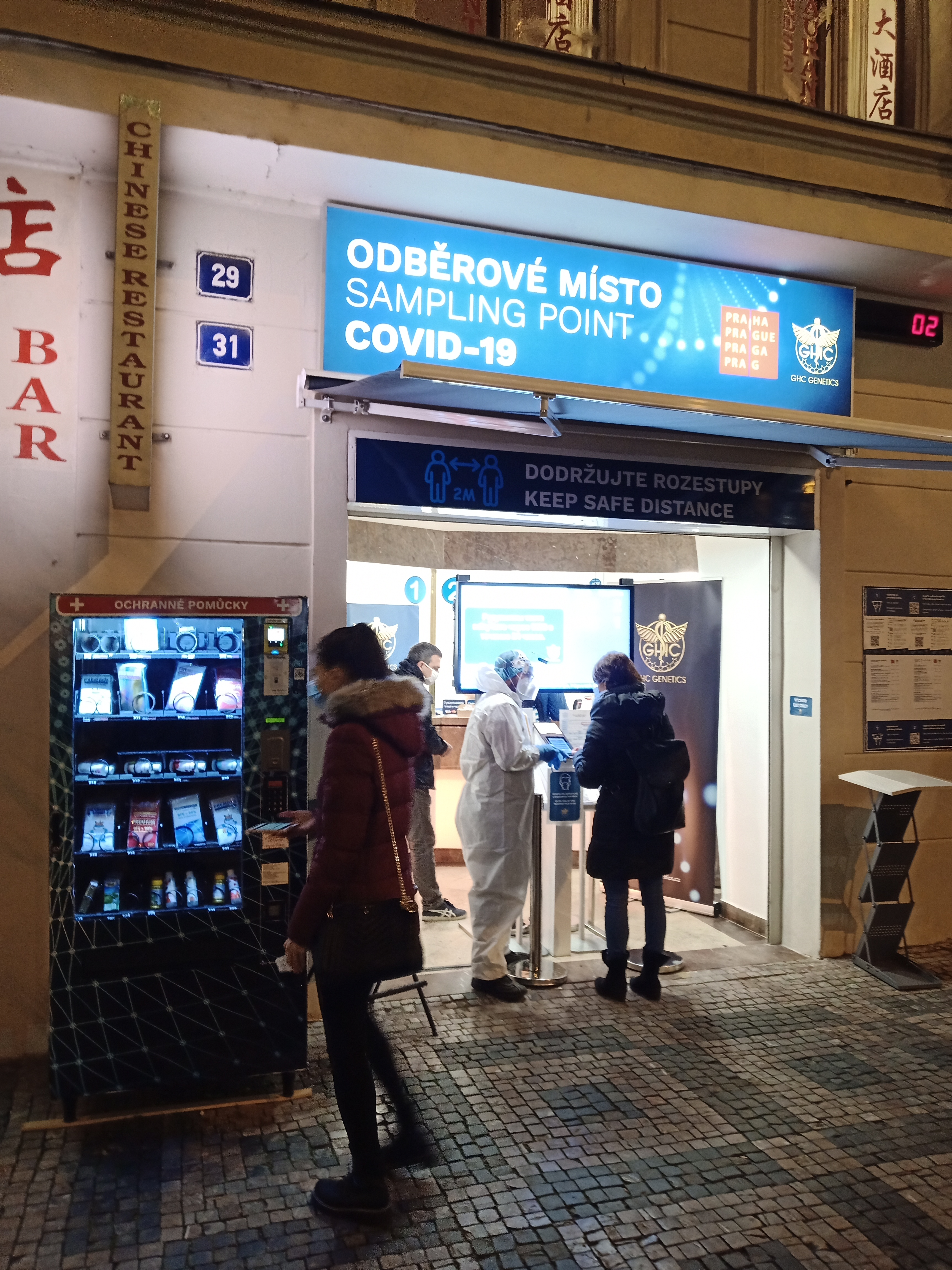
Odběrové místo v Praze na Václavském náměstí